# Albares de la Ribera
 (décembre 2022).
La mise en forme du texte ne suit pas les recommandations de Wikipédia : il faut le « wikifier ».
Les points d'amélioration suivants sont les cas les plus fréquents. Le détail des points à revoir est peut-être précisé sur la page de discussion.
- Les titres sont pré-formatés par le logiciel. Ils ne sont ni en capitales, ni en gras.
- Le texte ne doit pas être écrit en capitales (les noms de famille non plus), ni en gras, ni en italique, ni en « petit »…
- Le gras n'est utilisé que pour surligner le titre de l'article dans l'introduction, une seule fois.
- L'italique est rarement utilisé : mots en langue étrangère, titres d'œuvres, noms de bateaux, etc.
- Les citations ne sont pas en italique mais en corps de texte normal. Elles sont entourées par des guillemets français : « et ».
- Les listes à puces sont à éviter, des paragraphes rédigés étant largement préférés. Les tableaux sont à réserver à la présentation de données structurées (résultats, etc.).
- Les appels de note de bas de page (petits chiffres en exposant, introduits par l'outil «  Source ») sont à placer entre la fin de phrase et le point final[comme ça].
- Les liens internes (vers d'autres articles de Wikipédia) sont à choisir avec parcimonie. Créez des liens vers des articles approfondissant le sujet. Les termes génériques sans rapport avec le sujet sont à éviter, ainsi que les répétitions de liens vers un même terme.
- Les liens externes sont à placer uniquement dans une section « Liens externes », à la fin de l'article. Ces liens sont à choisir avec parcimonie suivant les règles définies. Si un lien sert de source à l'article, son insertion dans le texte est à faire par les notes de bas de page.
- La présentation des références doit suivre les conventions bibliographiques. Il est recommandé d'utiliser les modèles {{Ouvrage}}, {{Chapitre}}, {{Article}}, {{Lien web}} et/ou {{Bibliographie}}. Le mode d'édition visuel peut mettre en forme automatiquement les références.
- Insérer une infobox (cadre d'informations à droite) n'est pas obligatoire pour parachever la mise en page.

Pour une aide détaillée, merci de consulter Aide:Wikification.
Si vous pensez que ces points ont été résolus, vous pouvez retirer ce bandeau et améliorer la mise en forme d'un autre article.
Albares de la Ribera est un village espagnol situé dans la commune de Torre del Bierzo, dans la région du Bierzo, zone géographique ou démarcation du Bierzo Alto, dans la province de León, communauté autonome de Castille-et-Léon. Il appartient également au parti judiciaire de Ponferrada et à la diocèse d'Astorga.

## Toponymie
En ce qui concerne l'origine toponymique d'Albares de la Ribera, il convient de noter que, dans les premières références documentaires disponibles, la deuxième partie du nom n'apparaît pas, c'est-à-dire que la ville est simplement nommée Albares. Fr. Pablo Rodríguez (moine paléographe de Sahagún qui a travaillé dans les archives d'Astorga jusqu'à sa destruction en 1810) décrit son existence en l'an 877. Il y avait un document (aujourd'hui perdu), de cette année, dans lequel la ville était simplement appelée Albares.
Afin d'expliquer l'origine toponymique du nom d'Albares, plusieurs interprétations ont été proposées et il faut tenir compte qu'on doit aborder la toponymie avec prudence car, même si les normes phonétiques qui régissent l'évolution des langues soient généralement respectées, parfois ils évoluent peu et d'autres fois, au contraire, ils provoquent une usure plus importante dû à l'usage intense auquel ils sont soumis puisqu'il s'agit de noms propres. De plus, lorsque la langue des locuteurs change, il est courant que des croisements sémantiques et phoniques se produisent en raison de l'attraction générée par des mots phonétiquement proches.
Un autre problème qui affecte ce cas est le fait que, même si l'on trouve un toponyme latinisé, cela ne veut pas dire que ce soit son origine étymologique, puisque les copistes médiévaux parlaient déjà roman et, lorsqu'ils latinisaient le nom d'un lieu, ils se contentaient de donnent leur interprétation personnelle (pas toujours exacte). De plus, comme il s'agit de copies manuscrites, elles sont sujettes à l'erreur et à la difficulté de transcrire des phonèmes de la langue vulgaire qui, parfois, n'existent pas dans la langue culte.
Plusieurs interprétations sont données pour l'origine du toponyme Albares :
- pour Rivas Quintas, il vient de la racine indo-européenne alb-/alp- qui signifie montagne ou hauteur et qui, en latin médiéval, a engendré le mot albare qui signifie dénivelé ou talus[2]. Peut-être que alb-/alp- aurait pu être accompagné de le terme indo-européen bar, qui, comme l'explique Gutierre Tibón, signifie clôture faite de planches ou forteresse. Ces deux racines seraient combinées pour désigner une colonie fortifiée qui aurait été dans ces montagnes[3] ;
- Du Cange reprend la forme médiévale albare et la traduit par fossé ou palissade, un sens similaire à celui donné par Rivas Quintas et Gutierre Tibón[4] ;
- le terme latin albar est un adjectif dérivé de albo, dont le sens est blanchâtre, et qui dérive du latin album (blanc). Aujourd'hui encore, l’Académie royale espagnole définit l'albar comme une terre sèche, et, surtout, une terre blanchâtre sur les hauts plateaux et les collines. Il peut y avoir eu un croisement sémantique, dû à la proximité phonétique, entre le toponyme pré-romain et le terme latin. De plus, il faut tenir compte du fait que la ville d'Albares de la Ribera est entourée de hautes montagnes qui, à cause de la neige, ont tendance à être blanches. En revanche, la proximité de la rivière Boeza et l'abondance actuelle des peupliers permettent de penser à un phytotoponyme pour Populus alba (cependant, Navaza rejette cette idée[5]) ;
- on ne peut pas oublier la possibilité qu'à partir de l'époque pré-romaine, il ait évolué vers un nom proche du mot latin albaris, dont le sens est plâtre ou stuc et qui dérive du latin albus, blanc[6]. C'était, peut-être, un lieu où abondaient les artisans du plâtre (albarius en latin) ou dans lequel ce matériau avait été largement utilisé.

Par conséquent, le problème de l'origine du nom de la ville peut être résolu en recherchant ses racines dans des termes pré-romains qui, après l'occupation romaine, ont subi des changements ou évolué vers des formes latinisées qui restent pratiquement intactes jusqu'à aujourd'hui.
D'autre part, il est évident que la terminaison de la Ribera est dû au fait que la ville est située sur les rives de la Boeza et cela admet peu de discussions. Le 12 juillet 1916, sur proposition de la Société Royale de Géographie espagnole, le changement de nom de la municipalité est publié au Journal officiel de la province de León, jusqu'alors appelée simplement Albares et, ci-après, Albares de la Ribera.

### Relation historique
Il est à noter que, comme cela a été déjà dit, la première apparition enregistrée de la ville dans un document date de l'année 877. Cependant, le fait que le nom de la ville provienne d'un terme pré-romain suggère que cette colonie pourrait remonter à des temps antérieurs à l'invasion romaine. Peut-être, il y avait une colonie celtique sur les terres de la ville près de la confluence des rivières Boeza et Tremor.

## Géographie
C'est une petite ville profondément enracinée dans ses traditions qui se situe dans une zone de transition entre les montagnes qui entourent le bassin de Bierzo et la plaine centrale de la région. Son territoire borde au nord et à l'ouest la commune de Bembibre, à l'est la commune de Folgoso de la Ribera et au sud la vallée du fleuve Tremor, avec les terrains des autres villes de la commune.

### Localisation
Appartenant à la région traditionnelle de Bueza, il se trouve sur l'un des versants qui composent la vallée de la Boeza, entre les villes de Las Ventas de Albares (à l'ouest) et La Ribera de Folgoso (à l'est), très proche de l'Autoroute A-6, la Nacional N-6 et la LE-461.

### Hydrographie

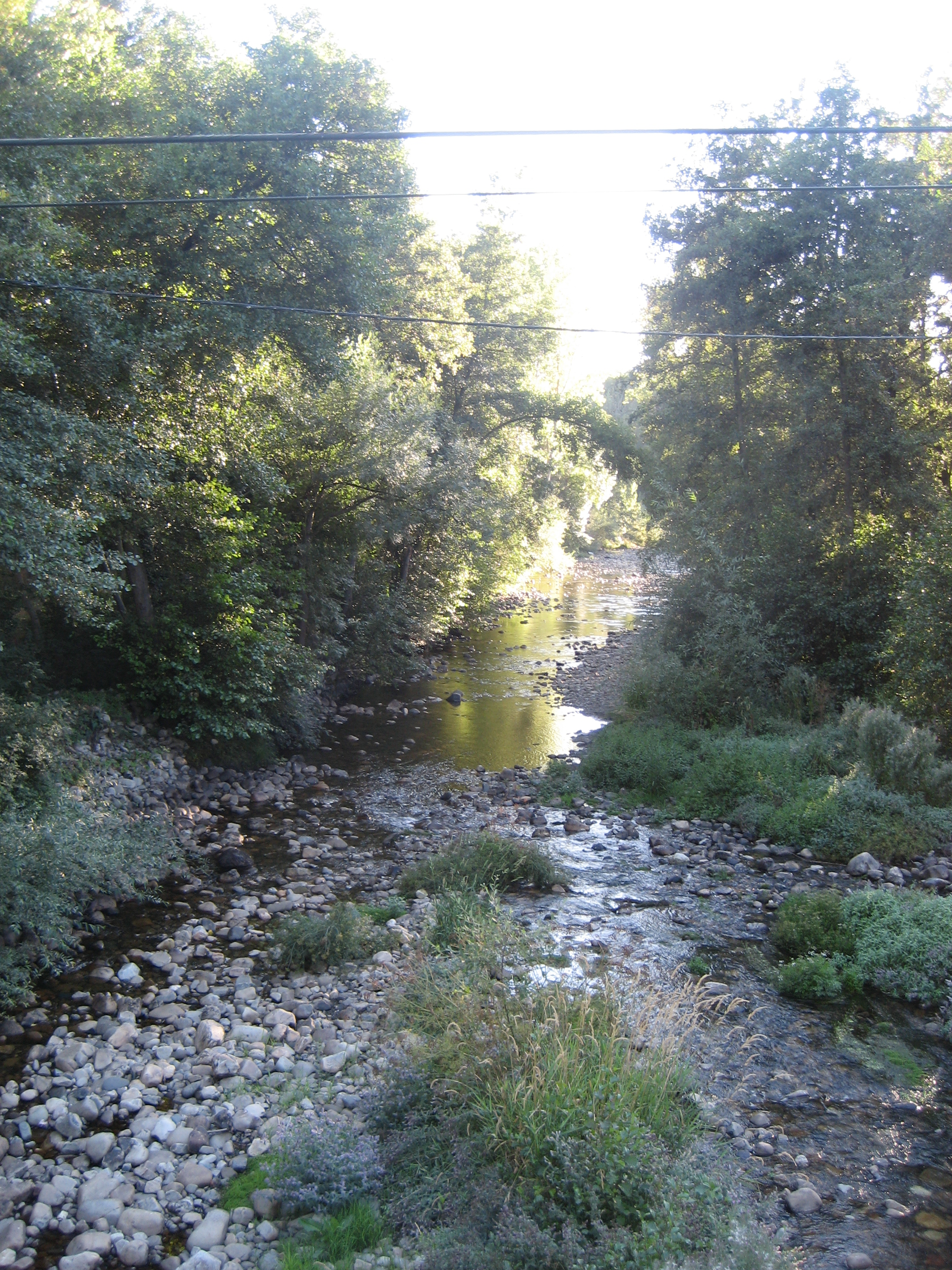
Vue sur la rivière Boeza en été lors de son passage à Albares de la Ribera.

Il est situé dans le bassin fluvial de la Boeza, qui ne traverse pas la zone urbaine de la ville, bien qu'elle traverse (est-ouest) son terrain, cependant, il existe un large réseau de canalisations et de fossés qui distribuent l'eau dans des zones éloignées du fleuve. Ce réseau recueille l'eau directement de la rivière au barrage de la Villa, à partir de là, à travers un large fossé (communément appelé Reguera car il a été construit à l'origine avec de la terre), à travers des ruisseaux, l’eau est distribuée pour l'irrigation ou à d'autres fins.
L'eau courante de la ville est collectée aux sources mais, si nécessaire, elle peut être prélevée du fossé et acheminée, au moyen de pompes, jusqu'aux réservoirs, où elle sera traitée pour la consommation. Comme il est courant dans de nombreuses autres villes de montagne, il existe un grand nombre de sources naturelles, même s'il est vrai que la construction de l'autoroute et certaines activités commerciales liées à ce liquide diminuent sa puissance et sa vigueur contaminant sa pureté.

### Météorologie
Il est classé en climat méditerranéen continental avec des influences montagnardes. Il se caractérise par un régime pluviométrique important en hiver, au printemps et en automne (typique du climat méditerranéen), et avec une grande variation entre les températures hivernales et estivales (typique du climat continental). De même, il est fortement influencé par la présence proche des Monts de León et de la Cordillère Cantabrique.
En hiver, gelées et précipitations (parfois sous forme de neige) sont très fréquentes, avec des vents, généralement modérés, refroidis dû à la proximité des sommets enneigés. Les étés sont courts et chauds, bien que la température baisse sensiblement pendant les heures de nuit (ce qui permet de dormir confortablement), avec peu de précipitations. Parfois, il y a de brefs orages, généralement avec de la foudre, qui peuvent déverser des précipitations, même sous forme de grêle. Le printemps et l'automne sont clairement des saisons de transition pendant lesquelles les températures varient progressivement avec des précipitations abondantes.

## Histoire

### Préhistoire
Dans Le Bierzo, il n'y a pas eu de travaux de recherche ou de fouilles notables liés aux cultures préhistoriques et, évidemment, cela s'étend aux terres actuellement occupées par la ville d'Albares de la Ribera. Cependant, il y a eu quelques découvertes qui devraient, en tout état de cause, être classées comme accidentelles, bien que cela n'enlève rien à leur pertinence. Ce manque de travaux archéologiques se traduit par une faible connaissance de l'ère préhistorique.

#### Paléolithique
La présence d'hominidés dans la zone remonte, au moins, au Paléolithique inférieur puisque, en 1996, le Bureau d'études du patrimoine historique et archéologique (STRATO) a découvert des pièces lithiques (bifaces, fendeuses, grattoirs...) sur le site d'El Parral à San Román de Bembibre, qui sont actuellement exposés au Musée du Bierzo Alto,. Ces vestiges ont été encadrés à l'époque Acheuléenne, vers l'an 300000 av. J.-C. et correspondrait à des artefacts taillés dans des rochers ou des blocs de quartzite selon la méthode Levallois par groupes de Homo heidelbergensis.
Cependant, en 2013, des pétroglyphes ont été découverts sur terre dans la ville de Santa Marina de Torre. Juan Carlos Campos-Varela, un archéologue d'Astorga qui a participé à la découverte, souligne qu'« ils sont les premiers dans leur disposition originale à apparaître à El Bierzo et confirment la typologie de ceux qui sont apparus au pied d'El Teleno ». D'autres pétroglyphes ont été trouvés à proximité de ce site (disparu au milieu des années 1980 en raison de l'exploitation minière activité) qui représentaient des podomorphes et des demi-cercles, à propos de ceux-ci, Campos-Varela prévient qu'ils doivent être plus récents et ajoute que « cela nous porte à penser que dans cette région, dans cette vallée, pendant un millier d'années, les roches ont été gravées à différentes époques et, par conséquent, c'est aussi important que les autres même s'il n'existe plus ».
Ces groupes, situés près des lits des rivières et, par conséquent, dans la vallée de la Boeza, se consacraient à la chasse, à la cueillette de fruits sauvages et au ramassage. Il faut tenir compte du fait que cette zone est un passage naturel qui relie le plateau à la Galice.

#### Néolithique
Pendant longtemps, l'hypothèse selon laquelle El Bierzo avait été inhabité pendant le Néolithique a été maintenue, car il n'y avait pratiquement aucune information sur l'ère néolithique, cependant, la découverte de vestiges archéologiques de cette période, y compris une hache polie à San Román de Bembibre, daté du quatrième millénaire avant notre ère, nous permet d'assurer l'existence de communautés installées dans la région.
Les communautés humaines se sédentarisent progressivement et se consacrent à l'élevage et au pâturage itinérant sur un certain territoire et, bien que nous n'ayons pas de références archéologiques confirmées, il est très probable que ce type d'établissement humain soit apparu près du confluent des rivières Boeza et Tremor.

### Âge antique

#### Époque pré-romaine
Diverses enquêtes ont été réalisées autour de la ville d'Albares de la Ribera qui révèlent ce passé à travers divers artefacts :
- dans les environs de Santibáñez del Toral, des pointes de flèches en forme de palmier ont été récupérées qui attestent l'existence de groupes associés à la culture campaniforme de l'âge du cuivre[11] ;
- l'Idol de Noceda del Bierzo est une pièce aux traits masculins et féminins datée d'environ 1800 av. J.-C. (âge du bronze)[12]. C'est l'un des pièces plus importantes de la préhistoire bercienne ;
- en 1978, dans la région d'El Majuelo de Bembibre, un grand nombre de pointes en bronze à tige tubulaire ont été trouvées et datées d'environ le VIIIe siècle av. J.-C. (âge du bronze tardif)[13] ;
- dans la ville d'Albares de la Ribera, des fers de lance de l'âge du bronze sont apparus dans la zone de la Corona de las Torcas. Ce type d'artefacts a également été identifié dans la Corona de Gelón de Bembibre, la Corona des Castros de San Pedro Castañero, la Corona del Rechano de Turienzo Castañero, le Corón de la Escrita de San Esteban del Toral, le Corón de Tudela de El Valle ou le Corón de las Torcas de La Ribera de Folgoso[14].

L'âge des métaux du Bierzo est marqué par le développement de la culture des castros au sein de la société astur. La vallée de la Boeza et, plus précisément, les 10 km qui séparent les villes de Folgoso de la Ribera et Las Ventas de Albares, est une zone particulièrement dense de sites de castro au sein de la province. De nombreux établissements de ce type ont été enregistrés dans la Charte Archéologique de la province de León :
- 1 km au sud-ouest de Folgoso de la Ribera et 100 m au-dessus du cours de la rivière, se trouve le site de La Gandara avec une superficie de 1,9 ha, peut-être s'agit-il d'une colonie établie à la fin de l'âge des métaux ou au début de l'âge antique[15] ;
- le site de Colmenales est situé 1 km au nord de Rozuelo, près du ruisseau de Las Vegas et 90 m au-dessus de son cours. C'est une enceinte fortifiée protégée par un fossé où il est encore possible de découvrir les vestiges d'une tour. La colonie occupe 1 ha et est un fort de l'âge du fer[15],[16] ;
- le castro de Las Torcas est situé à 1,5 km du précédent, à une courte distance de la ville d'Albares de la Ribera. Ce lieu est délimité par des douves périmétriques qui l'isolent du plateau où il est placé. Il occupe une superficie de 2 ha, même si ses limites sont difficiles à déterminer car les activités agricoles ont fortement défiguré sa forme. Des pointes métalliques d'armes de jet ont été trouvées sur ce site[15] ;
- le site du Cuerno de la Gandara est situé à 1,35 km de la ville d'Albares de la Ribera, sur le versant qui s'ouvre vers la vallée de la Boeza, 122 m sur le cours fluvial. Ce village est très similaire au castro de La Gandara. L'enceinte présente un fossé périphérique (qui l'isole de la plaine) où il ne reste aucun vestige de murs. Actuellement, l'accès à ce lieu est compliqué[15],[17].

La zone de la ville d'Albares de la Ribera appartenait au peuple Susarro, une tribu asturienne Cismontenne, dont le territoire s'étendait autour de la colonie de Paemeiobriga (située sur le terrain de l'actuelle ville de San Román de Bembibre). Ces villes utilisaient une langue qui fait partie des langues celtiques gallaïques et, depuis cette époque, nous sont parvenus certains noms de lieux qui, bien qu'évolués, conservent des racines celtiques: le nom de la ville d'Albares (du celte alp-barra, hauteur-forteresse) pourrait faire référence au castro de Las Torcas ; la zone de Valdecontina conserve la racine celtique kon-/kun- (qui signifie zone en partie plate et en partie coupée) ; Las Torcas conserve la racine pré-indo-européenne tor- (hauteur plus ou moins allongée) qui a donné naissance à la racine celtique taur- et au latin taurus, torus (élévation du terrain).

#### Période romaine

##### Guerres cantabres
La romanisation de la péninsule ibérique commence avec le débarquement à Ampurias en l'an 218 av. J.-C., marquant le début de la deuxième guerre punique, et se termine avec la fin des guerres cantabres en l'an 19 av. J.-C. Le processus de conquête s'est étendu de la côte méditerranéenne aux régions actuelles de l'Asturies et de la Cantabrie (connues par les Romains sous le nom d'Asturiae et de Cantabri).
Les guerres cantabres commencent après la défaite des Vaccéens, elles ont eu lieu entre les années 29-19 av. J.-C. et a confronté l'Empire romain avec les Astures et les Cantabres, habitants de la partie nord de la péninsule (Asturies et Cantabrie). Ceux-ci constituaient la conquête définitive de l'Hispanie et étaient personnellement commandés par l'empereur Auguste. Le territoire de la ville d'Albares de la Ribera a été conquis pendant ces guerres en l'an 26-25 av. J.-C.
Dans l'an 26 av. J.-C., alors qu'Auguste combattait les Cantabres, il ordonna à une partie de son armée de se déplacer vers l'ouest pour rejoindre les troupes de Publius Carisius. Carisius, pour sa part, s'avança depuis la Lusitanie vers l'est, traversant la vallée de la Sil et établissant une garnison qui s'appellerait Asturica, chargée d'affronter les Astures et de finir de conquérir l'Hispanie.
Selon Dion Cassius, dans l'an 25 av. J.-C., Auguste a forcé les villes voisines des Susarres à demander la paix et à payer des tributs. Les Susarres avaient vu comment les tribus voisines étaient capturées, massacrées et réduites en esclavage, même s'il est vrai que de nombreux peuples celtiques préféraient de se suicider plutôt que de se prosterner devant les envahisseurs. Les Susarres ne se soulevèrent pas en armes contre les envahisseurs et, en l'an 15 av. J.-C., l'empereur Auguste signe le Bronze de Bembibre, un édit dans lequel le peuple Susarre bénéficie de l'immunité et est autorisé à conserver ses terres parce qu'il était resté fidèle pendant les guerres.
En 25 av. J.-C., une campagne est lancée qui avance vers l'ouest depuis le camp d'Asturica Augusta entrant dans El Bierzo, en l'an 23 av. J.-C. la conquête de Castrus Bergidum a lieu et, en 22 av. J.-C., la bataille du Mons Medullius. Ces batailles marquent la fin des guerres cantabres en terres berciennes et, pour Auguste, ces batailles marquent la fin de la guerre et des rébellions en Hispanie. Malgré la déclaration de la Pax Romana, il y aura encore des escarmouches et quelques rébellions jusqu'au 19 av. J.-C., année considérée comme la fin des guerres cantabres.
L'Empire romain était un grand consommateur de métaux de toutes sortes et les terres du Bierzo étaient considérées comme d'énormes exploitations minières. La forme des forts situés sur le terrain de la ville d'Albares de la Ribera suggère qu'ils auraient pu être utilisés à des fins minières car ils partagent la géométrie avec d'autres établissements connus pour avoir été utilisés à cette fin.
Pendant les guerres cantabres, une province ou un district a été créé, de très courte durée, qui a intégré tout le territoire non pacifié : la Transduriana. Autour des années 15-13 av. J.-C., cette terre est intégrée dans la province de la Tarraconensis.

##### Romanisation
Après la défaite des peuples indigènes, un processus de romanisation très intense commençait en raison du grand intérêt des conquérants pour la richesse aurifère d'El Bierzo :
- Certains des forts réfugiés et situés en hauteur sont abandonnés au profit des colonies situées dans les vallées. L'historien Florus écrivait : « César, méfiant de la protection offerte par les montagnes dans lesquelles ils se réfugiaient, leur ordonna de vivre et de s'établir dans les camps situés dans la plaine »[24]. La ville fut abandonnée au profit de sites plus proches de la fleuve.
- De grands centres urbains tels que Bergidum, Interamnium Flavium ou Asturica Augusta sont nés. Ces trois agglomérations seront reliées par la Via Nova, qui traversera l'enceinte de la ville.
- Les cultes pré-romains sont progressivement abandonnés au profit des dieux du panthéon classique et, plus tard, du christianisme. Il est très possible que les tribus celtiques qui occupaient les terres de la ville vénéraient Navia puisqu'une inscription a été trouvée à Folgoso de la Ribera.

L'arrivée des Romains a entraîné la dissolution des formations sociales pré-romaines et les forts ont cessé d'être le modèle prédominant de peuplement qu'ils avaient été jusqu'alors et leur survie s'est limitée à des endroits accidentés et difficiles d'accès. Un grand nombre de nouvelles colonies ouvertes situées dans les plaines apparaissent. Certains se consacrent à l'agriculture dans les terres fertiles des vallées fluviales et d'autres développent des tâches métallurgiques. Il convient également de noter les centres de contrôle de la population, tels que Bergidum Flavium et Interamnium Flavium, noyaux directement liés au réseau routier qui relie les bassins d'El Bierzo et d'Asturica Augusta, et authentiques piliers du contrôle de l'État sur cette région remarquable. Via Nova, qui reliait Astorga à Braga, traversait la vallée de la Boeza en passant par les terres d'Albares et en traversant Interamnium Flavium, une colonie mentionnée dans l'Itinéraire d'Antonin que les historiens plaçaient, jusqu'à récemment, comme dans les environs de San Román de Bembibre, entre les rivières Boeza et Noceda. Rabanal Alonso justifie cette identification par la coïncidence des distances de l'Itinéraire d'Antonin (30 milles romains d'Asturica Augusta et 20 milles romains de Bergidum Flavium) et par le sens même du terme romain Interamnium (entre les rivières),. Cependant, Díaz Carro estime qu'Interamnium Flavium s'est installé dans le quartier de La Villavieja de Bembibre, ou dans la plaine de Santa Olaya, dans les environs d'Albares de la Ribera, ou dans la zone du Chanillo, entre San Román et Bembibre, près de la grotte du loup.
Cependant, on pense actuellement qu'Interamnium Flavium, comme Bergidum Flavium, n'était pas une seule colonie, mais plutôt un groupe de sites d'occupation clairement dispersés. Dans le cas d'Interamnium Flavium, on sait que diverses enclaves constituent un groupe de population assez dispersé situé dans une zone qui comprendrait Almázcara, San Román de Bembibre et Albares de la Ribera,.
D'autre part, au cours de la seconde moitié du Ier siècle, le pont Lagares ou ancien pont de Las Ventas de Albares a été construit. Cet construction s'encadrera dans le tracé de la Via Nova qui traverse la commune et permettra de franchir la rivière Boeza,. Blázquez note la présence de pavage parfaitement visible sur la route bien que, malheureusement, ces vestiges ne soient pas conservés.
Après les guerres cantabres, l'intégration d'El Bierzo était de nature purement politique. Les terres de la ville sont intégrées au couvent des Asturicense, avec sa capitale à Asturica Augusta (aujourd'hui Astorga), dans la province de Tarraconensis. Cependant, au début du IIIe siècle, Caracalla intégra le couvent des Asturicense dans la province d'Hispania Nova Citerior Antoniniana et, plus tard, la réforme territoriale de Dioclétien, également au IIIe siècle, attribua ledit couvent à la nouvelle province de Gallaecia. Le territoire d'El Bierzo est divisé en deux communes (Flavium) : Bergidum et Interamnium, cette dernière couvre le territoire de la ville.

##### Antiquité tardive
À partir du IIIe siècle, une grave crise se produit qui traverse tout l'Empire romain et, bien que ses causes échappent aux frontières régionales, il est évident qu'elle a des répercussions profondes : abandon de certaines exploitations aurifères (les forts miniers de la ville sont abandonnés à cette époque), l'enceinte de Castro Bergidum, les migrations depuis d'autres régions... Le déclin de l'Empire romain d'Occident marque la fin de l'Antiquité.

### Moyen Âge

#### Suèves et Wisigoths
En l'an 409, divers peuples barbares du nord de l'Europe sont entrés en Hispanie et, vers l'an 411, les Suèves ont envahi El Bierzo pratiquant le pillage. Ces raids marquent la fin de la domination romaine. Un royaume suève fédéré de l'Empire romain est établi avec sa capitale à Bracara Augusta (aujourd'hui Braga, Portugal). En raison de la rareté des informations existantes, il n'est pas possible de mettre en évidence les aspects pertinents de la période suève à El Bierzo au-delà des généralités. Le Paroissial suève, du VIe siècle, est un document dans lequel un compte rapporte les territoires qui font partie du royaume. En cela, le diocèse d'Astorga comprendrait le pagus (unité administrative) de Bergido (El Bierzo).
En 585, sous la domination du roi Léovigild, le royaume Suève tomba et la région de Bergidense fut annexée au territoire wisigothique. Dans la province de Gallaecia, le ducatus des Asturies fut formé et, à l'intérieur de celui-ci, le territoire de Bergidensis. Pliego Vázquez place un atelier monétaire à proximité du terrain actuel de la ville, sur le terrain des susarres. Cependant, l'emplacement de ce lieu est controversé. On a retrouvé une pièce de monnaie avec l'inscription SUSARRES qui fait référence au peuple qui habitaient les terres de la ville.
Pendant le royaume wisigoth, une vie monastique abondante s'est développée dans toute la région et un grand nombre de moines ermites sont apparus qui vivaient dans une extrême pauvreté et se consacraient à la vie contemplative. En raison de cette densité de religieux, la région bercienne est appelée la Tebaida espagnole. Parmi les ecclésiastiques les plus éminents de cette époque, se distinguent Saint Fructueux et Saint Valerius, son élève. San Valerius écrit Vita Sancti Fructuosi où il recueille la biographie de Saint Fructueux.
À la fin du VIIe siècle, de grandes rivalités entre la noblesse et le clergé se sont ajoutées à une profonde crise sociale et économique et à la guerre avec les Basques, déclenchant des luttes de pouvoir. Le roi Wamba a été déposé en l'an 680 et, sous les règnes d'Ervige, Égica et Wittiza, une paix durable n'a pas été atteinte, ce qui a causé la défaite du roi Rodéric (qui avait accédé à la couronne en 710 par la force) à la bataille de Guadalete par les forces du général Tariq ibn Ziyad marquant le début de la conquête musulmane de l'Hispanie.

#### Invasion musulmane et reconquête
En moins d'un siècle (Mahomet était mort en 632), l'islam s'était propagé de la péninsule arabique pour dominer l'Afrique du Nord et débarquer sur la péninsule ibérique en 711. Les troupes musulmanes avancent sans résistance et, en l'an 714, Moussa Ibn Noçaïr a conquiert Bergidum. Entre les années 718 et 722, de petites escarmouches ont lieu entre les troupes d'explorateurs arabes et les réfugiés Astures dans les montagnes asturiennes. Ces escarmouches et la bataille de Covadonga marquent le début de la reconquête par Pélage le Conquérant.
En cinq ans environ, les musulmans auraient conquis la majeure partie du royaume wisigoth. Toutefois, cette soumission était principalement de nature fiscale. Il est à noter que les Arabes ont renoncé à conquérir la partie nord de la péninsule car celle-ci était considérée comme une zone montagneuse aux ressources limitées et donc peu appétissante,.
Le roi Alphonse Ier des Asturies a entamé un processus d'expansion territoriale qui a atteint les terres berciennes. Cependant, le domaine de cette région a alterné jusqu'à ce que, sous les règnes d'Alphonse II des Asturies et de Ramiro Ier des Asturies, le domaine chrétien de la région se soit consolidé.
Lors des combats qui ont lieu lors de la reconquête, la région de Bergido devient un territoire presque dépeuplé. Les chrétiens ont fui vers le nord et les troupes musulmanes ont à peine établi des centres de population importants et ont lancé de multiples campagnes de punition contre les habitants de la région. Le comte Gatón del Bierzo était chargé de diriger la reconquête de la région bercienne pour le royaume asturien et, une fois le domaine de la région établi, le roi Ordoño I des Asturies ordonna le repeuplement de la région et, pour cela, de nombreux monastères sont établis. Il est très probable que le monastère de Sainte Marie et Saint Martin d'Albares ait été construit dans le cadre de cette campagne de repeuplement et de reconquête.
Après cette reconquête, El Bierzo est devenu un district de grande importance au sein du royaume qui avait son propre gouverneur, le comte Gatón lui-même étant le premier d'entre eux.
Il y a un large débat sur la manière dont il faut comprendre le processus de dépopulation. D'une part, Claudio Sánchez-Albornoz défend que le dépeuplement était réel et que le processus de repeuplement signifie l'appropriation de la terre par des individus libres et un nouvel ordre; d'autre part, Ramón Menéndez Pidal soutient que le dépeuplement doit être interprété comme une absence de structures administratives (bien qu'il admette une faible densité démographique) et une réintégration organisationnelle ultérieure. Actuellement, la thèse de Menéndez Pidal bénéficie d'une plus grande acceptation.

#### Moyen Âge tardif
Après la mort du roi Alphonse III (dernier roi des Asturies), la ville est devenue une partie du royaume de Galice sous le règne de García Ier d'Oviedo (910-914) et, plus tard, après qu'Ordoño II a transféré la cour, au sein du royaume de Léon.
La première revue documentaire sur la ville d'Albares date de l'an 877 (sous le règne d'Alphonse III) et nous la connaissons grâce à Fr. Pablo Rodríguez, qui a eu accès aux documents (parchemin détruit en 1810 lorsque les soldats français ont détruit les archives de la cathédrale d'Astorga) où il a été indiqué qu'un homme nommé Ferrocequido, avec sa femme Bronilde (ou Pronilde), a vendu un vignoble à un individu nommé Diego et sa femme, Especiosa. À propos de ce vignoble, les premiers écrivent « que nous habemus in derrodorio Brigides, in loco dicto Albares ». Celle-ci est la première référence documentaire dans laquelle le nom de la ville apparaît.
En 920 (sous le règne d'Ordoño II), le diacre Ioannes finit la Bible d'Albares pour l'abbé Maurus, ce travail fut réalisé dans le scriptorium du monastère d'Albares (dont il ne reste aujourd'hui aucun vestige). Quelques documents (des années 973, 974 et 988) attestent que les habitants d'Albares ont fait plusieurs donations au monastère de Santa Cruz de Montes (près de la ville d'Albares de la Ribera). En plus de leur proximité géographique, la suspicion de que l'abbé Maurus pour qui la Bible d'Albares a été écrite pourrait être celui qui dirigeait le monastère de Santa Cruz de Montes à cette époque corrobore les bonnes relations entre les deux monastères :
- Le 18 janvier 973, une dame appelée Ximena, qui se décrit comme une convertie, veuve d'un autre converti nommé Abeiza de Zembrizut, a donné au monastère de Santa Cruz de Montes un domaine qu'elle possédait dans la ville d'Albares. Il doit s'agir d'un don important car il est indiqué qu'il y a des maisons, des terres agricoles et des prairies et, en plus, l'acte de donation a été présidé par l'évêque Gonzalo de Astorga[41].
- Le 20 novembre 974, trois frères d'Albares, nommés Abdela, Cente et Latrenza, ont cédé un terrain situé sur les rives de la Boeza dans la ville d'Albares.
- Le 23 novembre 988, un certain Rodrigo a donné au monastère de Santa Cruz de Montes « tous ses biens dans la ville d'Albares, où coule la rivière Boeza, à El Bierzo »[42].
- Le 21 novembre 1044, l'ecclésiastique Diego fit don d'une villa située à Albares au monastère.

Dans les archives d'Astorga, il y a plus de documents, de dates ultérieures, dans lesquels l'existence de la ville d'Albares est indiquée.
Comme dans le reste de la région, Albares réapparaît comme un petit village éminemment agricole établi à l'ombre de son monastère. Les habitants du lieu entretiennent des relations de parenté et sont très proches de la communauté. Cependant, au fur et à mesure que le Moyen Âge progresse, des nouveaux systèmes d'organisation socio-économique émergent qui, entre le IXe et XIIIe siècles, donneront naissance à la féodalité. L'étape féodale constitue la période de transition entre le haut Moyen Âge et le bas Moyen Âge.
À l'époque féodale, la société est divisée en classes : clergé, bourgeoisie et paysannerie. Les deux premiers groupes sociaux détenaient le pouvoir sur la terre et exerçaient une forte influence politique et économique.
À partir du règne d'Alphonse VI de León, une profonde réorganisation du territoire du Bierzo a eu lieu et sa fragmentation interne s'est produite sous la forme de tenures et de merindades. Dans ce processus, la ville d'Albares est intégrée dans la tenure de Boeza (qui s'étend sur les contreforts des Montes de León et les vallées des rivières Boeza, Tremor et Noceda), dont nous avons des nouvelles, pour la première fois , en 1124 (sous le règne d'Urraque I de León), lorsqu'il était entre les mains du comte Suero Bermúdez. Il y a peu d'informations sur les personnes qui exerçaient cette possession, mais on sait qu'elle avait une grande importance et, en fait, en 1187, il est dit que Velasco Fernandi est « tenente Bergidum et Bueza » (tenente du Bierzo et de Boeza) impliquant que les deux jouissaient de la même importance.
En 1198, le roi Alphonse IX de León accorda à Bembibre le for de León pour sa gestion et son gouvernement, avec les dispositions, prérogatives et exemptions qui marqueraient son développement futur. Cela donnerait à cette ville le contrôle administratif et économique du bassin de la Boeza, ainsi que le passage des personnes et des marchandises sur la voie d'accès à la Galice. La ville d'Albares est soumise à cette gestion.
En 1230, après la mort du roi Alphonse IX de León, Albares fut intégrée à la Couronne de Castille sous le règne de Ferdinand III de Castille.
À ce moment, Bembibre émergent comme une ville importante dans laquelle est basée la capitale de la vallée de la Boeza. À la fin du XIIe siècle et au début du XIIIe siècle, Bembibre devint un centre économique et politique de premier plan dans la région en tant que ville royale. Le fief dont le centre est la ville de Bembibre est né au XIVe siècle, le premier seigneur de Bembibre étant l'infant Alphonse de la Cerda, petit-fils d'Alphonse X de Castille, qui, en 1304, reçut cette concession seigneuriale, avec d'autres, comme une récompense pour la démission des droits qu'il possédait au trône. À l'ombre de cette nouvelle ville, il y a eu une croissance et une expansion importantes des villages environnantes, y compris Albares.
La ville d'Albares fait partie du fief des Miranda de Molinaseca, également seigneurs d'autres villes telles que San Pedro Castañero, Bembibre, Almázcara ou Congosto, dont le manoir se trouvait à Molinaseca. Les armoiries de la maison des Miranda de Molinaseca correspondent à la deuxième partition des armoiries de la ville d'Albares de la Ribera.
L'alliance entre les royaumes chrétiens (Navas de Tolosa, 1212) aboutit à l'effondrement définitif d'Al-Andalus, conquérant le sud de la péninsule à grande vitesse. L'émirat de Grenade est un vassal du royaume de Castille et, en 1492, le roi Boabdil cède Grenade aux Rois Catholiques. Ce fait et la découverte de l'Amérique marquent la fin du Moyen Âge.

### Époque moderne
Le système politique espagnol à l'époque moderne est connu sous le nom d'ancien régime. Politiquement, l'Espagne est une monarchie absolue; sur le plan économique, il y a une transition entre le féodalisme et le capitalisme; et, sur le plan social, il y a la naissance d'une bourgeoisie qui s'érige en adversaire de la société d'ordres traditionnelle.
Laureano M. Rubio indique qu'Albares est intégré sous l'administration de Ponferrada en tant que ville de domination noble sous la protection du marquis de Távara. Le marquis de Távara (maintenant orthographié Tábara) a été créé en 1541 par le roi Charles Quint en faveur de Bernardino Pimentel y Enríquez. À partir de ce moment, Albares est considérée comme une ville et non plus seulement comme un village.
Bien qu'il n'y ait aucune information documentaire à ce sujet, il existe des indices qui indiqueraient que l'actuelle maison Sabugo aurait pu être la résidence du marquis, puisqu'elle occupe une place d'honneur sur la place centrale de la ville (privilège habituel pour les maisons des nobles) et, encore aujourd'hui, le terrain derrière cette maison s'appelle Traspalacio (soit derrière le palais).
Au XVIe siècle, la construction de l'église paroissiale de San Millán a commencé, travail qui a duré jusqu'au XVIIe siècle, bien que différentes réformes aient été réalisées au fil des ans.
La Province du Vierzo, ou intendance de Ponferrada, est constituée comme l'une des quarante provinces qui composent le Royaume de Castille selon le Recensement de Pecheros de 1541 et l'ultérieur Recensement de la Couronne de Castille de 1591 (Livre des Millions) préparé à l'époque de Philippe II d'Espagne,, la ville d'Albares est intégrée dans cette démarcation.
Les seigneurs d'Albares étaient de la famille des premiers usuriers du Tabladillo, les Avendaño, et, plus tard, de leurs successeurs, les Paniço de Bologne et de Padoue. En 1656, Domingo Paniço de Albares, fils de Juan Paniço et d'Ana de Albares, fut baptisé; le nom de famille de Albares vient de la ville d'Albares (une ville encadrée dans le manoir des Miranda de Molinaseca, liée aux anciens usuriers de Tabladillo). Les familles Albares et Miranda étaient liées,.
Selon le Cadastre d'Ensenada, en 1752, la ville d'Albares est incluse dans le district de León, sous la rubrique « Villes avec juridiction sur elle-même » et dans la section « Juridiction seigneuriale laïque ».
En 1764, Carlos Lemaur découvre du charbon dans la région de Boeza (dans ce qui deviendra la commune d'Albares de la Ribera). Ce fait, associé à la chute de l'absolutisme, permet aux premiers aperçus de la bourgeoisie d'émerger et aux premières installations proto-industrielles d'apparaître (les deux, en général, avec peu de succès).
Manuel I. Olano Pastor affirme qu'en raison de l'abondance de matières premières et de la riche industrie sidérurgique, il est prouvé que la ville avait une forge accionée par les eaux de la rivière Boeza au milieu du XVIIIe siècle.
Puis que c'est une ville de l'intérieur et éminemment agricole, la colonisation américaine a eu peu de représentants naturels d'Albares. À l'aide des données des archives des Archives générales des Indes, Rodera Alonso enregistre la participation de Juan et Juana Fresco Fernández à une expédition de 1782 à destination de l'Uruguay,. Cette expédition s'inscrirait dans la lente conquête, au XVIIIe siècle, des vice-royautés du cône sud et dans le cadre du processus de peuplement de la Vice-royauté du Río de la Plata ou des établissements coloniaux de la Patagonie atlantique.
Au cours des dernières années du XVIIIe siècle, un conflit politique et social éclate en France (la Révolution française) qui se termine, en 1799, par un coup d'État mené par Napoléon Bonaparte. Ces événements marquent la fin de l'âge moderne et, bien qu'ils n'aient eu aucune répercussion dans la ville d'Albares de la Ribera, ils ont déclenché l'invasion de l'Espagne par les troupes françaises.

### Époque contemporaine
En 1807, dans un geste stratégique qui, du point de vue de l'histoire, ne pouvait être qualifié que de discutable, l'Espagne signa le Traité de Fontainebleau avec l'empereur Napoléon I, qui stipulait l'invasion conjointe du Portugal. Cependant, tout au long de l'année 1808, les troupes françaises commencèrent à envahir progressivement tout le royaume d'Espagne jusqu'à ce que Joseph Bonaparte, le frère de Napoléon, devienne le nouveau roi. Cette même année, la guerre d'indépendance espagnole a commencé.
En 1810, le gouvernement de Joseph Bonaparte divise le territoire espagnol en 38 préfectures et 111 sous-préfectures conçues par José Lanz. La ville est intégrée au sein de la préfecture d'Esla, dans la sous-préfecture d'Astorga. En 1811, les Cortes de Cadix ont abrogé les seigneuries juridictionnels, faisant disparaître la division entre seigneuries et realengos.

#### L'invasion des Français
Pendant la Guerre d'indépendance espagnole, la ville d'Albares de la Ribera est envahie, assaillie et pillée par les troupes françaises. De plus, ces mêmes troupes utilisaient l'église paroissiale comme lieu pour passer la nuit. Ces faits ont été largement discutés et documentés.
« Digo yo Dn. Miguel de Olano, que hallándome vicario de Dn. Carlos Albares, presencié lo siguiente. El día dos de Enero del año 1809, a la salida de la misa que celebré en aquel día y sin nadie persarlo, ni noticia alguna, llegó a este pueblo la avanzada de los franceses, cogieron y dispersaron, una partida de Españoles que avía hecho noche en el; El día quatro de dicho mes llegó furia de tropa, carruaje y artillería; en aquella noche rompieron las puertas de la Iglesia la saquearon, robaron quantas alajas, vasos sagrados, y demás que tenía dicha iglesia hasta el copón del Sagrario... ropas blancas y vestiduras sagradas, dejando las que no quisiseron hechas pedazos, y llenas de excrementos, quemaron parte de los confesionarios y otras alajas de madera [...] hicieron hogueras dentro de la misma iglesia, rompieron las arcas y cajones que avía en la [...] para el recogimiento de las vestiduras, cera... una... fue el archivo y papeles, y libros parroquiales estava cerrada con dos llaves; al día siguiente marcharon en seguida á la Galicia se halló la iglesia con mucha paja que abían metido para dormir, tal [...] sucia, puerca y desbaratado que causó miedo y ma...; pedazos de ropas por entre la paja, papeles rasgados, libros desechos, y todo perdido, y arrastras. En la sacristía, todos los libros y papeles fuera del arca, tirados, y pisados, algunos aun buenos otros rasgados otros llenos de mierda... así lo hicieron, en los cajones maiores, dejandolos cerrados, como lo ví por mis ojos, al abrirlos. Está dicho todo con decir que esta iglesia y su pueblo quedó totalmente derruida, robada y asolada, y sus vecinos saqueados de quantos aberes tenían (de ser). Según es público, y notorio en todos los que abitan este pueblo y comarcanos que les sucedió lo mismo, quedando muchos de ellos abrasados del fuego.

Nuestro citado Dn. Carlos, Cura que era aquel entonces, y quedando yo vicario actuante recogí varios papeles, y nada servían. El Libro de bautizos, el de casados y difuntos, varios quadernos de libros de partidas viejas, de apeos, de quentas viejas un libro de quentas mas modernas con falta de ojas y folios, otros libracos de quentas (de) cofradías mui antiguas, que no existen y otras partidas de nacidos, casados y muertos, que no tienen... cabeza de todos ellos, puede reformar las [...] y precisos para el regimen y gobierno... de partidas, y quentas de fabrica... todo lo qual certifico, para noticia de los venideros a esta de Albares, quedandome aun corto en la narrativa, según que de todo, y mas por estenso darán noticia los que viven, y me sobrevivan; y para que conste lo firmo en 1º de Enero de mil ochocientos y diez en que entré Cura de este dicho pueblo y su parroquia. »
— 
M. de Olano ,  Livre d'usine

« Moi, M. Miguel de Olano, qui me trouve vicaire de Dn. Carlos Albares, je dit que j'ai été témoin de ce qui suit. Le 2 janvier 1809, après la messe que j'ai célébrée ce jour-là et sans que personne l'en pense et sans aucune nouvelle, l'avant-garde des Français arriva dans cette ville, attrapa et dispersa un groupe d'Espagnols qui avaient y fait la nuit; le quatrième jour dudit mois, une fureur de troupes, de voitures et d'artillerie arriva; Cette nuit-là, ils ont défoncé les portes de l'église, l'ont pillée, ont volé des bijoux, des vases sacrés et d'autres choses que ladite église avait, y compris le ciboire du sanctuaire... des vêtements blancs et des vêtements sacrés, laissant ceux qu'ils n'avaient pas voulu mis en pièces, et pleins d'excréments, ils ont brûlé une partie des confessionnaux et d'autres morceaux de bois [...] ils ont fait des feux de joie à l'intérieur même de l'église, ils ont cassé les coffres et les tiroirs qui étaient dans le [...] pour garder les vêtements, la cire... l'une... était le dossier et les papiers, et les livres paroissiaux étaient fermés à deux clefs; le lendemain, ils se rendirent immédiatement en Galice, on a trouvé l'église avec beaucoup de paille qu'ils avaient mise pour dormir [...] si sale, crasseuse et en désordre qu'elle provoqua la peur et la m...; des morceaux de vêtements parmi la paille, des papiers déchirés, des cahiers de brouillon et tout perdu, et par terre. Dans la sacristie, tous les livres et papiers hors des coffres, jetés et piétinés, certains encore bons, d'autres déchirés, d'autres pleins de merde... Ils l'ont fait comme ça, dans les plus grands tiroirs, en les laissant fermés, comme je l'ai vu avec mes yeux, à les ouvrir. Tout a été dit en disant que cette église et sa ville ont été totalement démolies, pillées et dévastées, et ses voisins pillés pour tout ce qu'ils avaient (d'être). Selon ce qui est public et notoire à tous ceux qui habitent cette ville et ses environs, la même chose leur est arrivée, laissant beaucoup d'entre eux brûlés par le feu.

Notre susmentionné M. Carlos, qui était prêtre à l'époque, et pendant que j'étais vicaire par intérim, j'ai recueilli plusieurs papiers, et ils n'ont servi à rien. Le Livre de Baptême, le Livre des Mariés et des Décédés, divers cahiers de vieux livres de jeux, des enquêtes, des registres anciens, un livre de registres plus modernes avec des pages et des pages manquantes, d'autres livres de comptes (de) confréries très anciennes qui n'existent plus, d'autres actes de naissance, de mariage et de morts, qui n'ont pas... chef de tous, vous pouvez réformer le [...] et précis par le régime et le gouvernement... des actes, et des comptes d'usine... je certifie tout ça, pour que ceux qui viendront en Albares aient des nouvelles, toujours en deçà du récit, selon celui de tout, et plus pour des nouvelles étendues seront données par ceux qui vivent et me survivent; et pour mémoire je le signe le 1er janvier mil huit cent dix dans lequel je suis devenu le Curé de cette commune et de sa paroisse. »
— Livre d'usine
 La citation originale est écrite en vieux castillan et dans un style très alambiqué qu'on a essayé de respecter dans la traduction
Comme indiqué dans cet écrit, le 2 janvier 1809, les troupes françaises envahirent la ville, la pillèrent et occupèrent l'église pendant trois nuits.
D'une autre chronique ultérieure du même auteur, nous avons:
« (Nota 3ª)... ojas rasgadas... operación de los franceses enemigos de nuestra Religión y también llevaron...
Pongo en noticia a mis sucesores y en el día dos de Enero de 1809 entró la guerra francesa en este pueblo y a pocos días llegó furia de tropa con mucho carruaje y artillería que paró e las heras, en cuia noche de uno de estos días atacaron y irrumpieron la Iglesia saqueandola de todas las alaxas de plata que fueron una cruz grande que poco tiempo había venido de Astorga, hecha todo de nuevo, la que según noticias costó 16000 reales, otra más pequeña y cotidiana, reformada que costó 600 reales.
Saqueron también tres cálices con sus patenas, uno mui grande, cuio pie de realze hazía para el veril y de mucho mas, pero que de nuevo se hizo en los años pasados; un copón bastante grande, las vinageras y platillo, el incensario y naveta todo de plata, quedando sólo en esta especie de caliz pequeño por la reserva de un curioso, la cajita de viático, la corona de Ntra. Señora y la luna del viril, y las olieras; llevaron tambíen una vanda de china y unos paños de cálices, dejando la demás ropa blanca y vestiduras sagradas arruinadas, destruidas y hechas pedazos. En las temporadas sucesivas de vuelta; quemaron varias alajas, como puertas y rejillas de confesionarios y rajaron arcas, cajones, frontales, pendón, estandarte, faroles y demás que encontraron. Por quanto se calcula todo este año y las alajas robadas en mas de cinquenta mil reales, además, de haber quedado la Iglesia y sus puertas con portales enteramente puercas y derruidas.
(Nota 3ª) Este pueblo, fuera de no haber sido quemado, como sucedió en otros varios, quedó enteramente saqueado y robado de todo género de comestibles y ganados, con las más alajas y vestiduras que pudieron encontrar, y llevar tras de sí; no obstante a pesar de tan Gran desolación para subvenir a las necesidades de la iglesia y proveherla de lo más preciso y necesario para el divino culto exorté a los vecinos y Maiordomos andasen y concurriessen, concurrieren en los que cada uno buenamente pudiera, por lo que puede ir cobrando rentas y quentas vencidas y se irán venciendo, las cantidades que por menudo constan de mis quentas, etc. »
— 
M. de Olano ,  Documents divers sur les loyers et les baux

« (Note 3)... pages déchirées... opération des Français ennemis de notre Religion et ils ont aussi pris...
J'informe mes successeurs et le 2 janvier 1809 la guerre française est entrée dans cette ville et quelques jours plus tard une fureur de troupes est arrivée avec un gros chariot et de l'artillerie qui se sont arrêtés sur les plaines, dans la nuit d'un de ces jours ils ont attaqué et ils ont brisé dans l'église en pillant toutes les ailes d'argent qui étaient une grande croix récemment venue d'Astorga, refaite à neuf, qui, selon les nouvelles, coûtait 16000 reales, une autre plus petite et de tous les jours, réformée, qui coûtait 600 reales.
Ils ont également pris trois calices avec leurs patènes, un très grand, dont la base était faite pour le veril et bien plus, mais qui a été refaite dans les années passées ; un assez grand ciboire, les viaticas et soucoupe, l'encensoir et la naveta, tout en argent, ne restant dans ce genre de petit calice qu'en raison de la réserve d'un curieux, la boîte viatique, la couronne de Notre-Dame et la lune du viril , et les conteneurs d'huile ; Ils ont également volé une bande et quelques tissus de calice, laissant les autres vêtements blancs et vêtements sacrés ruinés, détruits et déchirés. Dans les saisons successives de retour; Ils ont brûlé diverses ailes, telles que les portes et les grilles des confessionnaux, et ils ont lacéré les coffres, les tiroirs, les frontaux, les bannières, les lanternes et d'autres choses qu'ils ont trouvées. Car tous les biens volés sont estimés à plus de cinquante mille réaux, en plus, étant restée l'Église et ses portes aux portails entièrement crasseuses et démolies.

(Note 3) Cette ville, en plus de ne pas avoir été incendiée, comme cela s'est produit dans plusieurs autres, a été complètement pillée et dépouillée de toutes sortes de nourriture et de bétail, avec le plus de bijoux et de vêtements qu'ils ont pu trouver et emporter derrière eux ; Cependant, malgré une si grande désolation, pour répondre aux besoins de l'église et lui fournir ce qu'il y a de plus précis et nécessaire pour le culte divin, j'ai exhorté les voisins et les maires à aider de toutes les manières possibles, raison pour laquelle vous pouvez percevoir les loyers et les comptes en souffrance et ils deviendront exigibles, les montants qui apparaissent souvent dans mes comptes, etc. »
— Documents divers sur les loyers et les baux
 La citation originale est écrite en vieux castillan et dans un style très alambiqué qu'on a essayé de respecter dans la traduction

#### Restauration absolutiste etXIXesiècle
En 1814, l'empereur Napoléon reconnut le roi Ferdinand VII d'Espagne avec un grand soutien populaire. L'une de ses premières mesures est d'interdire les Cortes de Cadix et la Constitution espagnole de 1812.
En 1822, pendant le triennat libéral, après la réforme territoriale de l'Espagne de 1822, 52 provinces ont été ordonnées, Albares a été intégrée dans la province de Villafranca (avec la capitale dans la ville de Villafranca del Bierzo) ou province du Vierzo.
En 1833, la réforme territoriale de Javier de Burgos intègre la ville (ainsi que toute la région) dans la province de León (région de León), la division en provinces restera pratiquement inchangée jusqu'à aujourd'hui. Cependant, au cours des trois décennies suivantes, il y a une grande activité de demande. La mairie d'Albares est née et comprend Albares de la Ribera, La Granja de San Vicente, Fonfría, Matavenero, Poibueno, San Andrés de las Puentes, San Facundo, Santa Cruz de Montes, Santa Marina de Montes, Santibáñez de Montes et Torre de Santa Marina.
En 1845, le dictionnaire géographique-statistique-historique de l'Espagne a décrit la ville, indiquant qu'il y avait plusieurs moulins à farine, de vastes champs de céréales, de profondes forêts de châtaigniers et de multiples métiers à tisser de lin. De même, il indique qu'aucune maladie n'est connue au-delà du commun, de sorte qu'on peut supposer qu'Albares n'a pas été touché par les famines et les épidémies de choléra qui ont dévasté El Bierzo au cours du XIXe siècle.
Laureano M. Rubio Pérez souligne la grande importance de l'industrie textile dans le bassin de la Boeza et, en particulier, à Albares, et indique qu'au XVIIIe siècle, les 102 habitants de la ville produisaient 2266 des 30 000 mètres de toile qui étaient fabriqués au Bierzo. D'où la grande importance des champs de lin qui étaient plantés dans les plaines proches du cours de la rivière. En fait, aujourd'hui, ces zones de vergers sont encore appelées linares (même si le lin n'est plus cultivé).
En 1866, Antolín López Peláez est né à Manzanal del Puerto (bien que sa famille paternelle soit de Noceda del Bierzo), plus tard il sera évêque de Jaca (1905) et archevêque de Tarragone (1913). Il a joué un rôle très actif dans la construction de la route Albares-Folgoso de la Ribera. De plus, il passe de longues périodes dans le complexe et manoir de Huerta Grande, à Albares (la construction de la maison a commencé en 1898). Antolín López Peláez est mort, à Madrid, le 22 décembre 1918 et a été enterré à Tarragone par volonté expresse.
Le triomphe de la Révolution de 1868 signifiait l'exil et le détrônement d'Isabelle II et céda la place à ce qu'on a appelé le Sextennat démocratique, au cours duquel a eu lieu la proclamation de la Première République espagnole le 11 février 1873 (avec une redistribution territoriale en 1873, pendant la république). Ces six ans ont été une période très turbulente et instable qui s'est terminée avec le prononcé du général Arsenio Martínez Campos le 29 décembre 1874 et qui a commencé la restauration des Bourbons en Espagne avec le règne d'Alphonse XII. La ville connaît un important mouvement de contestation tout au long de ces années de changement.
En 1873, le tracé ferroviaire entre les villes de Brañuelas et Ponferrada est approuvé, l'un des segments les plus complexes de la ligne Palencia-La Corogne en raison de son relief accidenté. L'itinéraire traverse la commune d'Albares, croissant le territoire du village, en entrant de la vallée de la rivière Tremor vers celle de la Boeza. Cette partie fut inaugurée en 1882 et l'ensemble de la ligne en 1883,.
Une peste virulente de phylloxéra atteint la péninsule en 1878 par les ports de Porto, Malaga et Gérone. Le foyer portugais s'est étendu vers la Galice et, à travers la vallée du fleuve Sil, a fait son apparition au Bierzo lors de la récolte de 1885 et, lors de celle de 1887, il a déjà gravement affecté toute la région. L'épidémie de phylloxéra a entraîné un arrêt important de la production de vin et de l'activité économique de la ville (et de tout le Bierzo). Tout au long des dernières années du XIXe siècle et du début du XXe siècle, d'importants travaux sont menés pour arracher les vieilles vignes et replanter des vignes américaines, résistantes au mildiou. L'importance économique de l'industrie viticole dans la commune provoque une forte émigration et une baisse démographique importante,.
Les dernières années du XIXe siècle voient l'arrivée du chemin de fer et de l'électricité mais, en contrepoint, la grande épidémie de phylloxéra détruit pratiquement tout le vignoble de la région et l'impossibilité de concurrencer avec les produits importés (fer basque, textiles catalans... ) favorise la fermeture des forges, métiers à tisser et autres ateliers artisanaux. La fin du XIXe siècle est marquée par la disparition des emplois de milliers de journaliers et de grands mouvements migratoires liés au profond mécontentement national dû à la perte des dernières colonies.

#### XXesiècle
Le XXe siècle a commencé marqué par une grande euphorie minière et, bien que l'existence du charbon (en particulier l'anthracite) soit connue dans la commune d'Albares depuis 1764, ce n'est qu'avec la fondation, le 31 octobre 1918, de la Minero Siderúrgica de Ponferrada (la plus grande entreprise charbonnière privée de l'histoire de l'Espagne jusqu'à sa faillite en 1983) qui a réellement commencé l'exploitation minière industrielle dans la région. La Première Guerre mondiale a été un choc important pour l'économie de la région car l'Espagne (neutre dans la guerre) est devenue un fournisseur de matières premières.
Le 2 juillet 1916, le changement de nom de la ville a été publié, de s'appeler simplement Albares à devenir Albares de la Ribera, un nom qui est toujours valable aujourd'hui,.
En 1924, la société Rodríguez Crespo y Cía. lance un projet de centrale hydroélectrique pour l'éclairage d'Albares de la Ribera.
Le 19 juin 1940, il a été publié au Journal officiel de la province de León que la Sociedad Anónima Explotaciones Hidroeléctricas del Sil (SAEHS) a l'intention de dériver, de sa ligne de transport d'électricité Ponferrada-Brañuelas, un réseau de distribution qui aura une succursale à Albares de la Ribera.
Les premières décennies du XXe siècle ont été très agitées sur le plan politique, même si ses conséquences se sont à peine fait sentir dans la ville d'Albares de la Ribera: le règne d'Alphonse XIII s'est terminé le 13 septembre 1923 en faveur du dictateur Miguel Primo de Rivera et, après une brève période de transition et d'incertitude, le 14 avril 1931, la Deuxième République espagnole est proclamée.
Le 18 juillet 1936, dans un environnement de grande instabilité sociale et politique, un soulèvement mené par des insurgés militaires a eu lieu, marquant le début de la guerre civile espagnole. Albares de la Ribera (ainsi que la majeure partie de la région) est inclus dans le côté national le 21 juillet 1936. Après la conquête, une forte répression a commencé (surtout contre les autorités, les enseignants et les syndicalistes).
Tout au long de la guerre civile, de nombreux habitants d'Albares ont été assassinés sans pitié, souvent dénoncés comme subversifs par leurs propres voisins, alors que la population de la ville était majoritairement composée de paysans ou de mineurs, pratiquement analphabètes, dont le seul crime contre le régime était d'appartenir aux syndicats. Le 1er avril 1939, le général Francisco Franco signe le dernier bulletin de guerre et déclare la victoire du côté national.

##### Changement de capital
Le 9 mai 1941 (seulement deux ans après la fin de la guerre civile), le Bulletin officiel de la province publie et officialise le changement de capitale de la municipalité en faveur de la ville de Torre del Bierzo, jusque-là appelée Torre de Santa Marina, car ce n'était qu'une banlieue de la ville de Santa Marina de Torre.
Le 2 août 1940, le maire d'Albares (Virgilio Riesco, un homme d'affaires minier) présenta à l'assemblée plénière municipale « la juste demande de changement de la capitale de cette municipalité et de son nom à la ville de Torre, avec le nom de la Mairie de Torre del Bierzo ».
José Antonio Balboa indique que « dans cet événement, il y avait, sans aucun doute, des motivations politiques et économiques, Torre profitait d'avoir des puissants hommes d'affaires miniers et des dirigeants phalangistes, en plus d'une situation juridique irrégulière et provisoire : ce n'était pas vraiment une assemblée municipale mais un gestionnaire qui gouvernait la municipalité ». À la tête de la mairie, se trouvaient Virgilio Riesco en tant que maire, Avelino Silván (également un homme d'affaires minier) en tant qu'adjoint au maire, ainsi que Manuel Merayo. À ses côtés, se trouvaient Pedro Ribera, Laureano Fernández, Jesús Álvarez et Manuel Martínez en tant que gérants et José Laurel en tant que secrétaire.
Ces huit personnes ont signé le procès-verbal de la session plénière qui a ratifié le changement avec le soutien de plus des deux tiers, trouvant Manuel Merayo et Jesús Álvarez les seuls votes contre la proposition, qui ont souligné que la assemblée municipale n'avait que le pouvoir de gestion. Selon le procès-verbal, Merayo et Álvarez ont indiqué que « leur nomination [la nomination de la société de gestion] n'était due qu'aux circonstances extraordinaires dans lesquelles se trouve la nation, elle ne représente pas la volonté de la municipalité, une condition essentielle pour atteindre un accord d'une telle importance ». De même, ces deux personnes ont ajouté qu'« un référendum avec le vote favorable de la majorité absolue du recensement électoral serait nécessaire ».
Selon l'avis de Merayo et Álvarez, cette décision ne tente que de « ressusciter l'ancien procès qui semblait enterré et la lutte politique habituelle pour l'hégémonie » et ils ont accusé le directeur municipal de profiter du fait que la majorité était de Torre pour atteindre « ce qu'ils n'ont pas pu réaliser pendant plus de trente ans parce que, malgré tout, la loi s'est mise en place pour s'opposer à leurs revendications infondées ».
Les raisons du changement ont été articulées sur l'emplacement central de la ville de Torre au sein de la municipalité et la plus grande importance qu'elle gagnait en raison de l'exploitation minière et du chemin de fer. Virgilio Riesco indique qu'« il ne fait donc aucun doute que la ville de Torre est la plus centrale, avec le plus grand centre de population et la plus grande importance industrielle et commerciale ». Ces mots ont été soutenus par le recensement de la population (916 habitants pour Torre de Santa Marina et 691 pour Albares et Las Ventas de Albares).
En plus de l'argument démographique, il a été avancé que Torre avait des lignes téléphoniques et télégraphiques, que passait l'route principale N-VI Madrid-La Corogne et qu'il s'agissait du siège des sociétés minières de Benito Viloria Albares, Avelino Silván Silván (adjoint au maire), Francisco Moy et Virgilio Riesco (maire). D'autre part, elle possédait deux importantes exploitations minières (bien qu'elles ne soient pas domiciliées dans la ville de Torre) : Antracitas de Santa Cruz de Montes et Antracitas de Brañuelas. Torre avait une gare et une réserve de machines de la Compagnie des Ferrocarriles del Norte de España et, selon la Carte nationale d'approvisionnement, en 1945, il y avait 221 cheminots à Torre.
Albares a fait front commun avec les villages de San Andrés de las Puentes, Fonfría, San Facundo, Matavenero et Poibueno en présentant un document devant le gouverneur civil dans lequel l'illégalité du changement a été dénoncée et les raisons du maire ont été réfutées. Ce rapport indiquait également qu'il y avait des opérations minières à Albares et à San Andrés, soulignait la grande importance de l'agriculture par opposition à l'exploitation minière et indiquait que le dépôt de machines ferroviaires et les mines disparaîtraient: « lorsque la Compagnie des Ferrocarriles del Norte de España termine son projet d'établir les entrepôts à Ponferrada car Torre manque d'espace pour les besoins d'aujourd'hui, et les réserves d'anthracite diminuent rapidement et sont proches de l'épuisement (qui, de plus, dans un régime de prix normal ne peut pas résister à la concurrence en raison de sa qualité inférieure), Torre redeviendra ce qu'elle était, une petite ville sans importance ». Il faut noter que l'histoire, bien que tardive, leur a donné raison, cependant, ce n'était pas dû à l'épuisement des mines.
Peu de gens se souviennent maintenant de ce jour, mais les habitants de la ville d'Albares déclarent que, ce jour-là, une camionnette des mines est arrivée escortée par la Garde civile, emportant des armoires avec de la documentation et d'autres types de meubles. La situation politique du pays n'a pas permis aux gens de faire face à ce changement car le souvenir des meurtres pendant la guerre civile aux mains des forces de Franco était toujours vivant. D'autre part, à Torre, l'usurpation est minimisée et est rappelée comme un fait joyeux quoique controversé.
Le 18 mai 1941, la première séance plénière eut lieu et le changement de capitale fut entériné « en vertu d'une ordre du Ministère de l'Intérieur » et une fois « le transfert de tous les documents municipaux, mobilier et autres biens à cette commune, qui a eu lieu le 16 du mois en cours et la mairie et les bureaux municipaux ont été installés dans le bâtiment qui occupait le siège local de la FET de las JONS ».

##### Dictature franquiste
Le général Franco, après la victoire de la partie nationale dans la guerre civile, établit un régime dictatorial, fasciste et génocidaire qui plonge le pays dans la misère et l'ostracisme international. Durant cette période, l'économie de la commune est basée sur l'agriculture, l'élevage de subsistance et l'exploitation minière. Dans toute la région du Bierzo, des groupes de guérilla se forment pour lutter contre le régime.
Après la guerre civile, l'exploitation minière bercienne a connu une croissance énorme tirée par des politiques autarciques et la nécessité de reconstruire et d'industrialiser le pays. Cette tendance s'est poursuivie jusqu'aux années 1960, lorsqu'elle est entrée en crise en raison des tentatives de libéralisation économique.
La municipalité de Torre del Bierzo a connu une forte croissance démographique depuis le milieu du XXe siècle, tirée par la puissante industrie minière et ferroviaire qui s'est installée dans la région.
Le 3 janvier 1944, l'un des accidents ferroviaires les plus graves d'Espagne a eu lieu sur le terrain de la ville d'Albares de la Ribera. À l'intérieur du tunnel numéro 20 de la ligne Palencia-La Coruña, il y a eu une collision entre deux trains qui circulaient dans des directions opposées. Le régime franquiste fait officiellement état d'un total de 78 victimes, cependant il y a des indications qui portent ce chiffre à 800. De nombreux habitants de la ville d'Albares ont participé aux efforts de sauvetage et attestent que le malheur a été bien plus grand que ce qui ont rapporté les autorités.
En 1949, Franco inaugura, à Ponferrada, les groupes I et II de la centrale électrique de Compostilla et, entre 1954 et 1957, deux autres furent activés. En 1972, la centrale thermique Compostilla II a commencé son activité à Cubillos del Sil.
À la fin du franquisme, avec la loi minière de 1973, l'Espagne opte pour l'extraction du charbon, car le prix du pétrole augmente. Cette loi confère une couverture juridique au ciel ouvert qui, avec la Loi de promotion minière (1977) et le Plan national de l'énergie (1979), trouvera des solutions dans la subvention des entreprises minières.

##### Période démocratique
Le 20 novembre 1975, la mort de Franco est officiellement annoncée, deux jours plus tard, le 22 novembre 1975, le successeur choisi par le dictateur,  Juan Carlos Ier d'Espagne, est proclamé roi. Le 6 décembre 1978, la Constitution espagnole est ratifiée par référendum populaire. La ville d'Albares de la Ribera est intégrée à la communauté autonome de Castille-et-León.
En 1981, naît l'association et revue socioculturelle Albarada (le premier numéro est publié en avril 1982) et, en 1984, le film El Filandón immortalise la ville et une bonne partie de ses habitants.
Le 2 août 1985, la Communauté des Irrigants du Barrage de la Villa (Comunidad de Regantes de la Presa de la Villa) a été constituée en vertu des dispositions de l'article 73 de la loi 29/1985.
Avec l'arrivée des socialistes, on cherche à restaurer les espaces naturels touchés par l'exploitation minière (1982) et le Statut minier sera créé pour réduire le temps de travail et obtenir plus d'avantages sociaux pour les travailleurs (1983), ce qui n'empêche pas que, pendant 1985, il y a eu une grande grève dans le secteur avant le plan de restructuration de Hunosa. Avec l'entrée dans la Communauté économique européenne, le charbon espagnol continue de décliner en raison de son prix élevé. De nombreuses entreprises seront contraintes de fermer ou de se fusionner en raison d'une concurrence excessive sur le marché international. L'âge d'or du charbon arrive à sa fin. Face à la pression de la Commission européenne, le gouvernement espagnol n'a eu d'autre choix que de mettre en œuvre la restructuration officielle de l'industrie charbonnière. Depuis sa création en 1990, quatre plans se sont succédé:
- Le Plan de Réorganisation du Secteur Charbonnier (1990-1993).
- Le Plan de Modernisation, de Rationalisation, de Restructuration et de Réduction d'Activité de l'Industrie Charbonnière (1994-1997).
- Le Plan Charbonnier et de Développement Alternatif des Régions Minières 1998-2005 (Plan Charbon).
- Le Plan National Stratégique de Réserve de Charbon 2006-2012 et le Nouveau Modèle de Développement Intégral et Durable des Régions Minières.

En 1993, la résolution favorable sur la déclaration d'impact environnemental pour la construction de l'autoroute du Nord-Ouest qui traverse la ville d'Albares de la Ribera a été publiée. Tout au long de l'année 1993, les premières expropriations et travaux ont commencé et, en 1999, les 17 km de l'Autoroute A-6 entre les villes de Manzanal del Puerto et San Román de Bembibre ont été inaugurés, longeant la ville d'Albares et mettant un fin au travail que cela impliquait. L'autoroute sera entièrement inaugurée trois ans plus tard.
Avec l'argent de l'expropriation d'une partie des terres communales pour la construction de l'autoroute, la Junta Vecinal a pu racheter le complexe et manoir de la Huerta Grande. Progressivement, il sera réhabilité et reconditionné pour accueillir certains des événements qui se déroulent dans la ville.
En 1997, l'UNINSA a absorbé tous les puits miniers de la municipalité, qui ont progressivement perdu leur activité jusqu'à ce qu'en 2013, la fermeture du puits de Salgueiro se produise, mettant fin à l'histoire de l'exploitation minière dans la région.
En été 1998, la piscine est mise en service et, le 13 juin 1998, le bâtiment polyvalent d'Albares de la Ribera est inauguré, équipé d'un nouveau cabinet médical, de salons, de divers bureaux et d'un bar.
En novembre 2006, le ministère des Travaux publics a approuvé la construction des trottoirs sur les berges de la route LE-461 qui traverse la ville. Les travaux débutent en juillet 2007.
Le 18 avril 2007, il a été publié, au Journal Officiel de la province de León, que les procédures administratives relatives à la cession gratuite de 98 000 mètres carrés de terrain appartenant à la Junta Vecinal d'Albares de la Ribera en faveur de la Fondation Santa Bárbara ont commencé.
Le 7 juillet 2013, il y a eu un acte de serment d'allégeance destiné exclusivement aux civils, présidé par le général de division de l'armée de l'air et chef du Centre des opérations aériennes combinées de l'OTAN à Torrejón de Ardoz, Rubén Carlos García Servert.
Le 9 août 2019, le Bulletin officiel de l'État a publié que José Calvete, un habitant de la ville, est mort dans le camp de concentration de Buchenwald le 23 mai 1944 aux mains des forces nazies,.

## Démographie
Graphique de l'évolution démographique d'Albares de la Ribera entre 2000 et 2022
Il a une population remarquablement âgée et en net déclin en raison du faible taux de natalité (très répandu en Espagne) et de l'exode rural qui affecte une bonne partie de ces centres de population. Il y a un grand équilibre entre le nombre d'hommes et de femmes.
Au cours de la première moitié du XXe siècle, on assiste à une forte croissance démographique due à la vigueur du secteur minier, aujourd'hui en voie de démantèlement.
De grandes migrations ont eu lieu au milieu du XXe siècle, principalement vers le Pays basque, la France, l'Allemagne et la Suisse. Heureusement, beaucoup de ces émigrants et leurs descendants reviennent ou maintiennent des liens actifs avec le village.
Sur le plan racial, c'est une ville très uniforme avec une nette prédominance de la race caucasienne, avec très peu d'immigration et où la grande majorité des habitants entretiennent une sorte de parenté et y vivent depuis toujours.
Sur le plan religieux, elle compte une population de confession catholique, où la participation aux célébrations religieuses (dont la liturgie dominicale) transcende le monde de la foi et devient un acte social.

## Transports et communications
C'est une ville bien desservie en raison de la proximité d'importantes infrastructures de transport et de centres de population plus importants.

### Route
Cette ville est située très près de l'autoroute A-6 et de la route nationale N-VI, de plus, la route LE-461 traverse la partie basse de la ville.
Depuis la LE-461, à moins de 5 km, vous pouvez accéder à l'autoroute A-6 par les sorties 360 (Folgoso de la Ribera, la Ribera de Folgoso et Albares de la Ribera) et la sortie 366 (Bembibre et Torre del Bierzo).
Depuis ce même LE-461, vous pouvez accéder à la N-VI par la route d'accès à l'École de la Mine (Fundación Santa Bárbara) ou par la sortie située près de la ville de las Ventas de Albares.
Actuellement, une seule ligne de bus régulière (ALSA) s'arrête (dans les deux sens).

### Chemin de fer
Bien que la ligne ferroviaire Palencia-La Corogne traverse en partie des terrains municipaux (à voie ibérique et électrifiée), il n'y a actuellement aucune possibilité d'y accéder en train. Cependant, les gares les plus proches se trouvent à quelques kilomètres, à Bembibre et Torre del Bierzo.
Il est également à noter que sur les terres de cette ville s'est produit un des pires accident ferroviaires de l'histoire de l'Espagne.

### Air
L'aéroport le plus proche est l'aéroport de León. Il existe cependant de multiples héliports à proximité de la ville, principalement destinés aux tâches liées à la lutte contre les incendies.

## Économie
Avec une population très âgée, l'économie de la ville repose sur une industrie rare, principalement basée dans la zone industrielle de Valderreguera, sur des travailleurs des secteurs minier et de la construction (tous deux en nette récession) et sur des activités agricoles et d'élevage peu industrialisées et, en général, sans intentions commerciales.

### Agriculture et élevage
Historiquement, l’agriculture paysanne, traditionnelle ou de survie et l’élevage prédominent. La riche plaine de la Boeza compense le climat défavorable, permettant une grande abondance de pâturages pour le bétail et des cultures très diverses.
L'élevage est majoritairement ovin, bovin, porcin et avicole, avec, en général, quelques têtes de bétail destinées à la consommation domestique. Traditionnellement, il y avait aussi une présence notable d'élevages de chevaux utilisés dans des tâches auxiliaires telles que l'agriculture ou le transport de marchandises.
L'agriculture repose sur les arbres fruitiers (cerisiers, pommiers, poiriers, châtaigniers...), la vigne, les légumes (tomates, choux, poivrons, laitues, gousses...) et les céréales (blé et orge, même si aujourd'hui, en déclin). Les terres destinées à la production de pâturages pour le bétail sont également très courantes.
En raison du vieillissement de la population, de l’exode rural et de l’amélioration des conditions de vie, les activités agricoles et d’élevage sont considérablement réduites. Des terres, autrefois destinées à l'horticulture, apparaissent progressivement transformées en champs de peupliers.

### Industrie
La majeure partie de l'activité de la ville est concentrée dans la zone industrielle de Valderreguera, dotée d'excellentes communications et d'un grand nombre de services et de terrains en attente de nouvelles installations. Il existe une grande diversité sectorielle dans ce domaine, mais se distinguent les entreprises du secteur automobile, de la menuiserie (métal et bois) et celles dérivées du secteur minier.
Plus récemment, un entrepôt a été installé dans lequel s'exercent les activités auxiliaires liées à la commercialisation de l'eau en bouteille. En dehors de cette zone industrielle, nous trouvons une scie, une cave et un atelier de menuiserie métallique (situés dans la zone urbaine du village). Il convient de noter la présence de la Boulangerie Silván, qui conserve et utilise encore son four à bois traditionnel.
Tout cela donne à la ville un rythme qui a été perdu depuis longtemps dans de nombreux autres endroits.

### Secteur tertiaire et services
Presque exclusivement représenté par les bars locaux et une épicerie. Elle disposait autrefois d'un tissu tertiaire plus dense qui comprenait des locaux d'hôtels, de restaurants et de commerces divers (certains spécialisés et réputés).

## Symboles

### Emblème

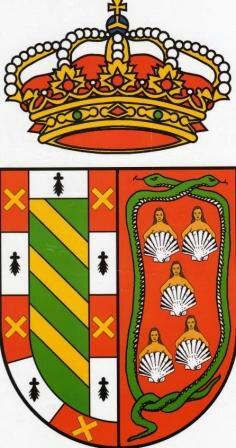
Escudo de Albares de la Ribera

Sous couronne royale, table taillée de forme espagnole. La première partition présente une bordure qui entoure un champ sinople avec trois guillemets en or; sa bordure alterne cinq souteneurs d'or sur un champ de gueules avec cinq croix de sable sur un champ enneigé. L'autre partition, sur un champ de gueules, deux serpents de sinople noués encadrent cinq vierges à la coquille Saint-Jacques d'argent.
Les armoiries actuelles d'Albares de la Ribera sont composées des armes de la famille Albares sur la partition de gauche et de la famille Miranda sur la partition de droite. Les deux familles étaient apparentées et étaient seigneurs du lieu,.

### Étendard et petit étendard

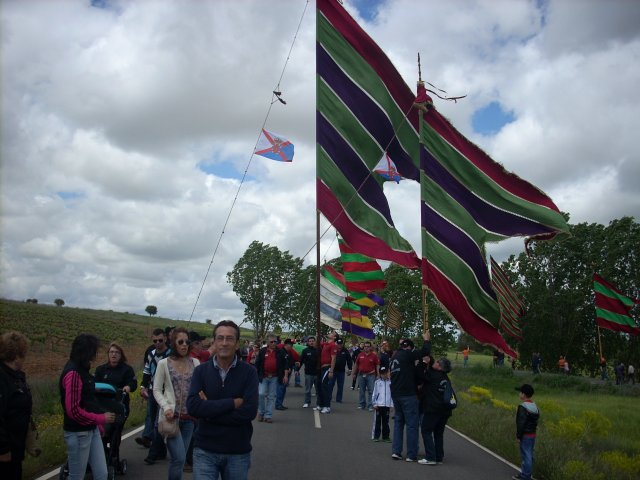
Pendon et pendoneta d'Albares de la Ribera lors d'un pèlerinage

L'étendard de la ville présente l'aspect hérité de l'époque médiévale :
- Mât de 15 m en bois, il présente un élargissement notable dans sa partie inférieure et des rainures, ses extrémités sont pointues.
- Crête à croix, faite du même bois que le mât, avec une capeline (en damas cramoisi avec passementerie dorée) à la jonction avec le fût, et plusieurs rubans.
- Tissu damassé à rayures symétriques (cramoisi, vert, violet, vert, violet, vert et cramoisi) avec passementerie dorée et forme pentagonale convexe traditionnelle.
- Pagaie en cordons pourpres et verts, ornée de pompons, de nœuds et du drapeau de la région.

Le petit étendard a une apparence similaire bien que plus petit, son mât est plus élaboré et sculpté.

## Services publics

### Éducation

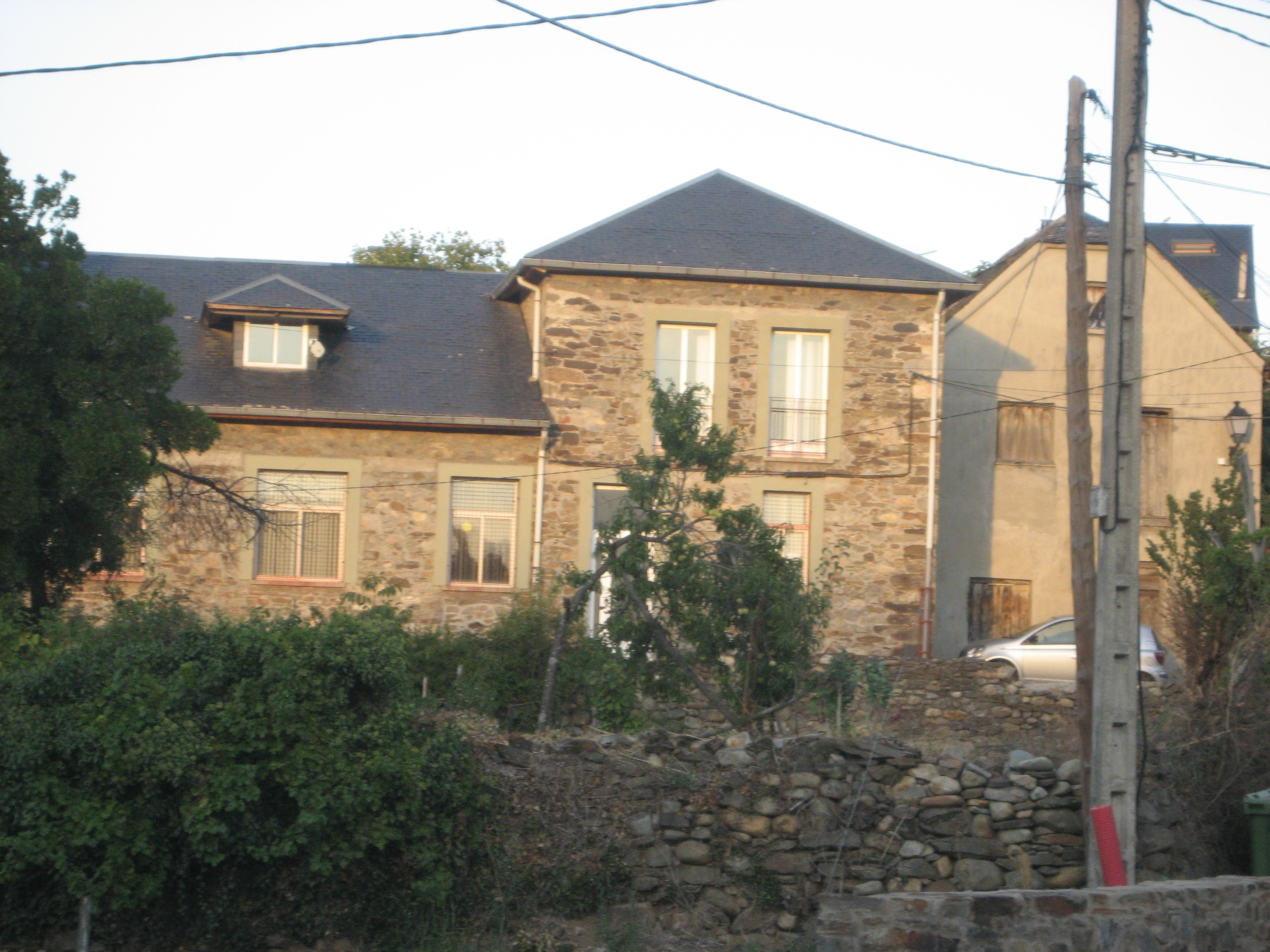
Vue de l'école d'Albares de la Ribera

Bien que la ville souffre du faible taux de natalité endémique typique de la nation espagnole, cette ville parvient, non sans efforts, à maintenir ouverte et fonctionnelle son école publique, appartenant au CRA Valle del Boeza. Cela imprime, sans aucun doute, la joie de la jeunesse dont on a tant besoin.

### Santé
Bien qu'il ne dispose pas d'un poste médical permanent, le bâtiment polyvalent local dispose d'un cabinet médical dans lequel le médecin et l'infirmier effectuent leur travail le matin (jours de travail).
Le poste d'urgence permanent le plus proche est situé dans la ville de Bembibre et les installations hospitalières les plus proches correspondent à celles de l'Hôpital del Bierzo (Fuentesnuevas, près de la ville de Ponferrada).

## Culture et associations
Même si la commune connaît un vieillissement démographique notable, elle possède une vie culturelle riche, sans doute due aux liens forts qui unissent les habitants de ce village. Il existe de nombreuses associations et groupes destinés aux activités de loisirs et culturelles. Tous ces groupes sont étroitement liés les uns aux autres.
Des expositions de toutes sortes sont fréquentes (surtout à l'approche des festivités les plus importantes) et des ateliers qui permettent aux habitants de la commune de se rencontrer et de réaliser diverses activités, partageant leurs connaissances et leur maîtrise dans le travail auquel ils se consacrent.

### Association des retraités
Composé des anciens de la ville, il accueille de nombreuses activités culturelles visant à maintenir les habitants occupés et actifs. Tout au long de l'année, de multiples activités sont organisées qui, en général, ont lieu dans la Maison des Retraités (Bâtiment Polyvalent).
L'association des retraités dispose d'une chorale, essentiellement de répertoire folklorique et traditionnel, avec une activité notable et qui participe à de multiples récitals et concours.

### Association des Pendonistas

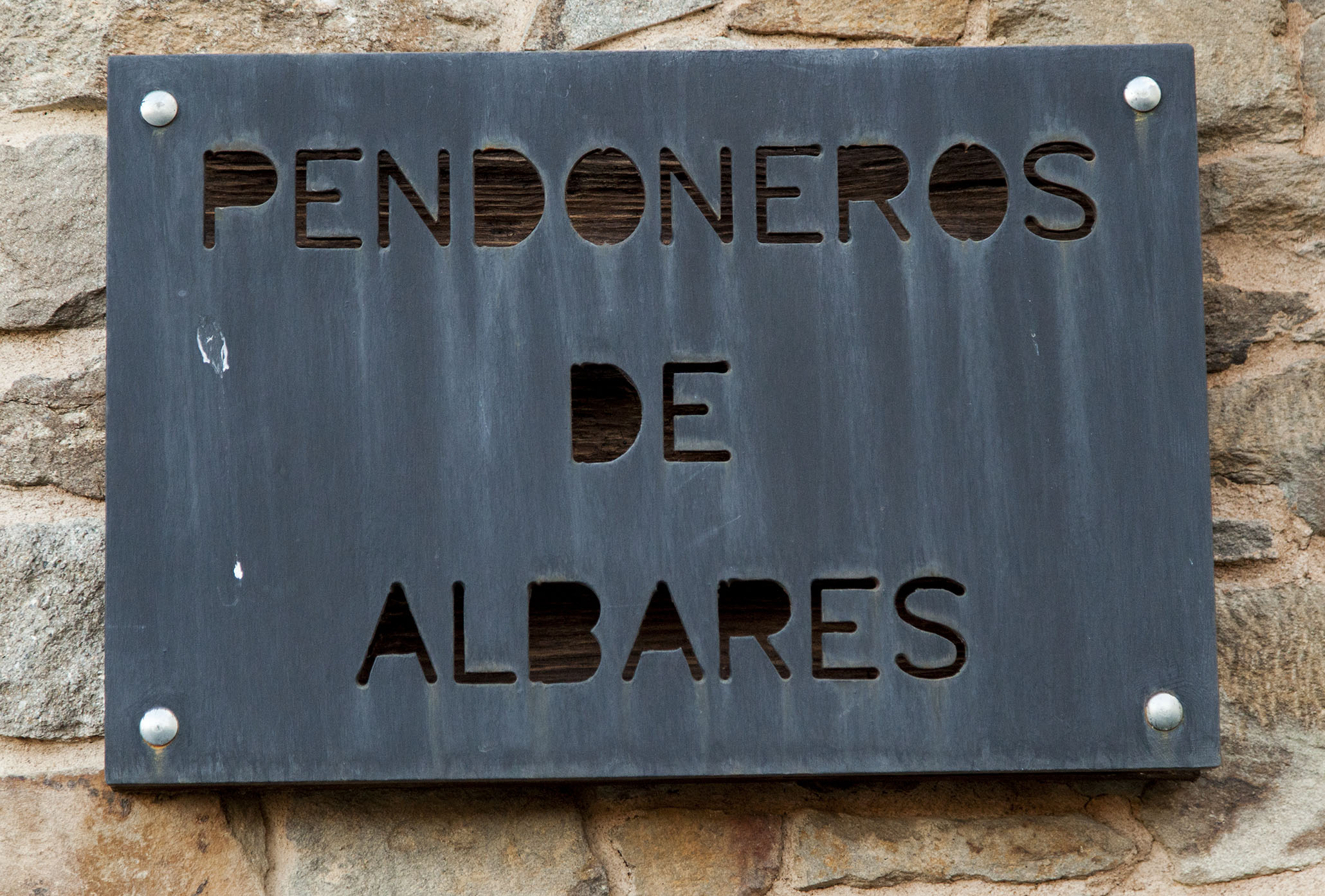
Affiche à l'entrée du local des pendonistas d'Albares de la Ribera

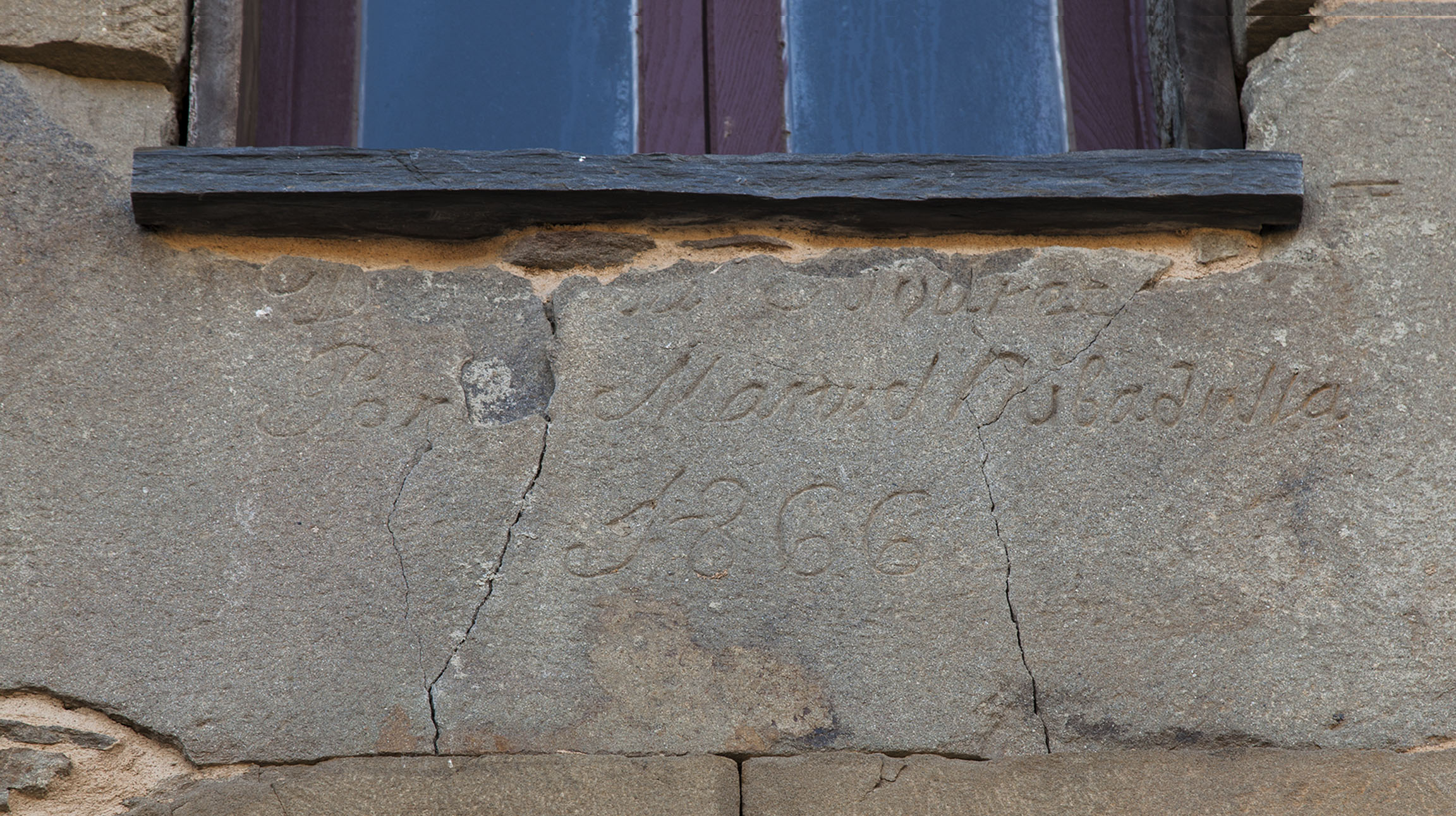
Détail d'une roche gravée dans la maison des Pendonistas d'Albares de la Ribera

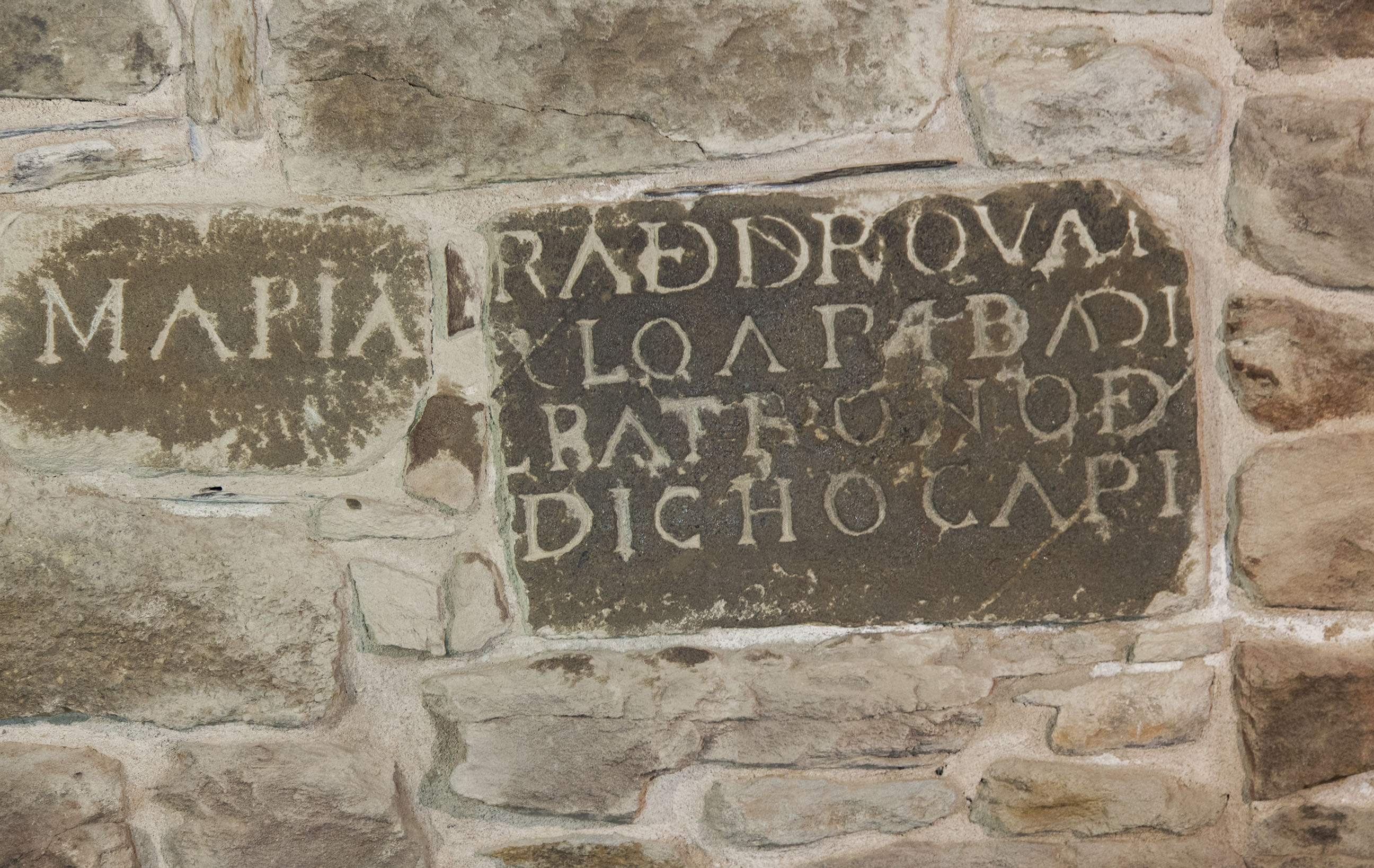
Pierre sculptée trouvée lors de la restauration du local des pendonistas d'Albares de la Ribera

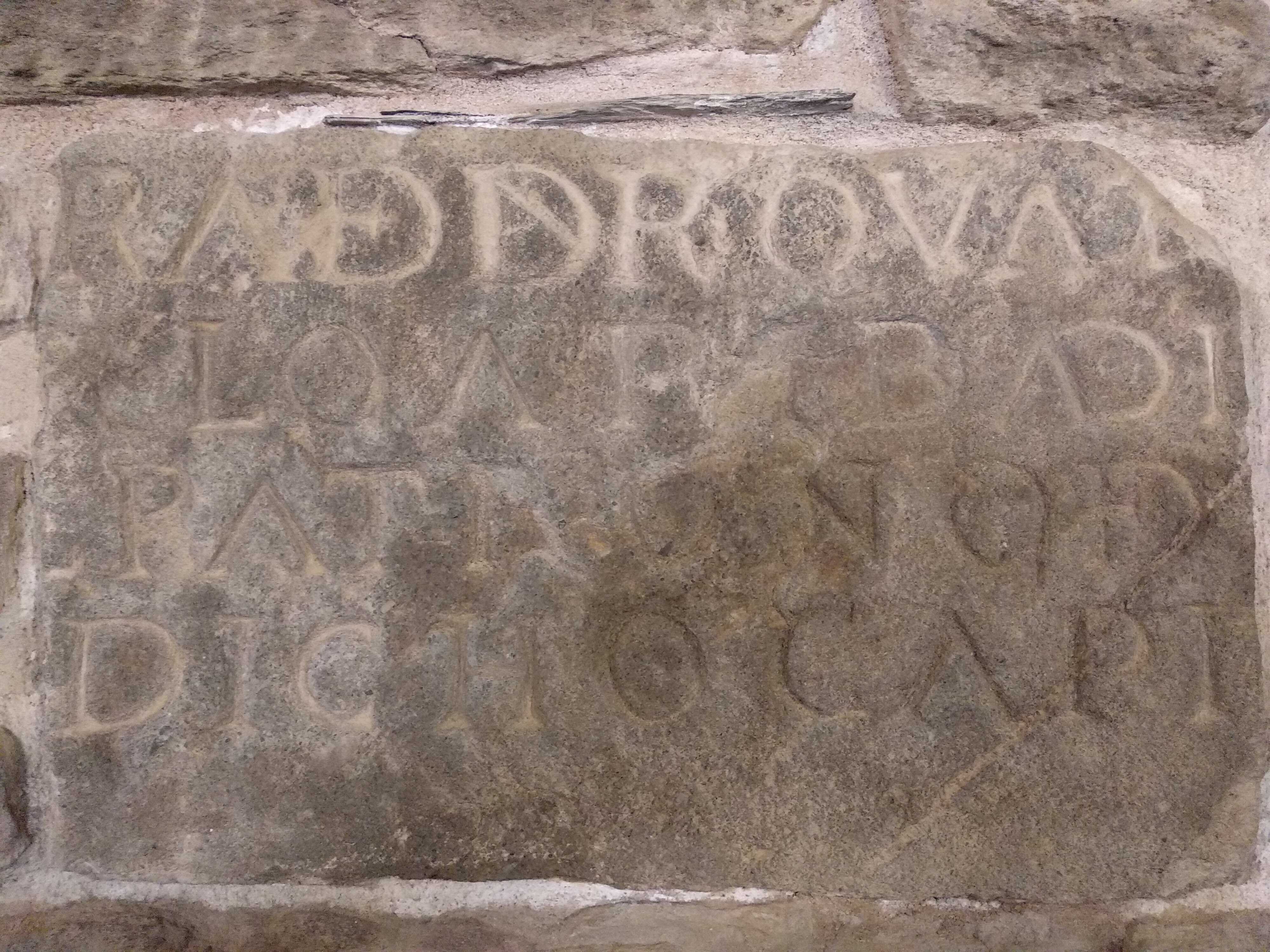
Pierre avec inscription sculptée placée à l'intérieur du local des Pendonistas d'Albares de la Ribera

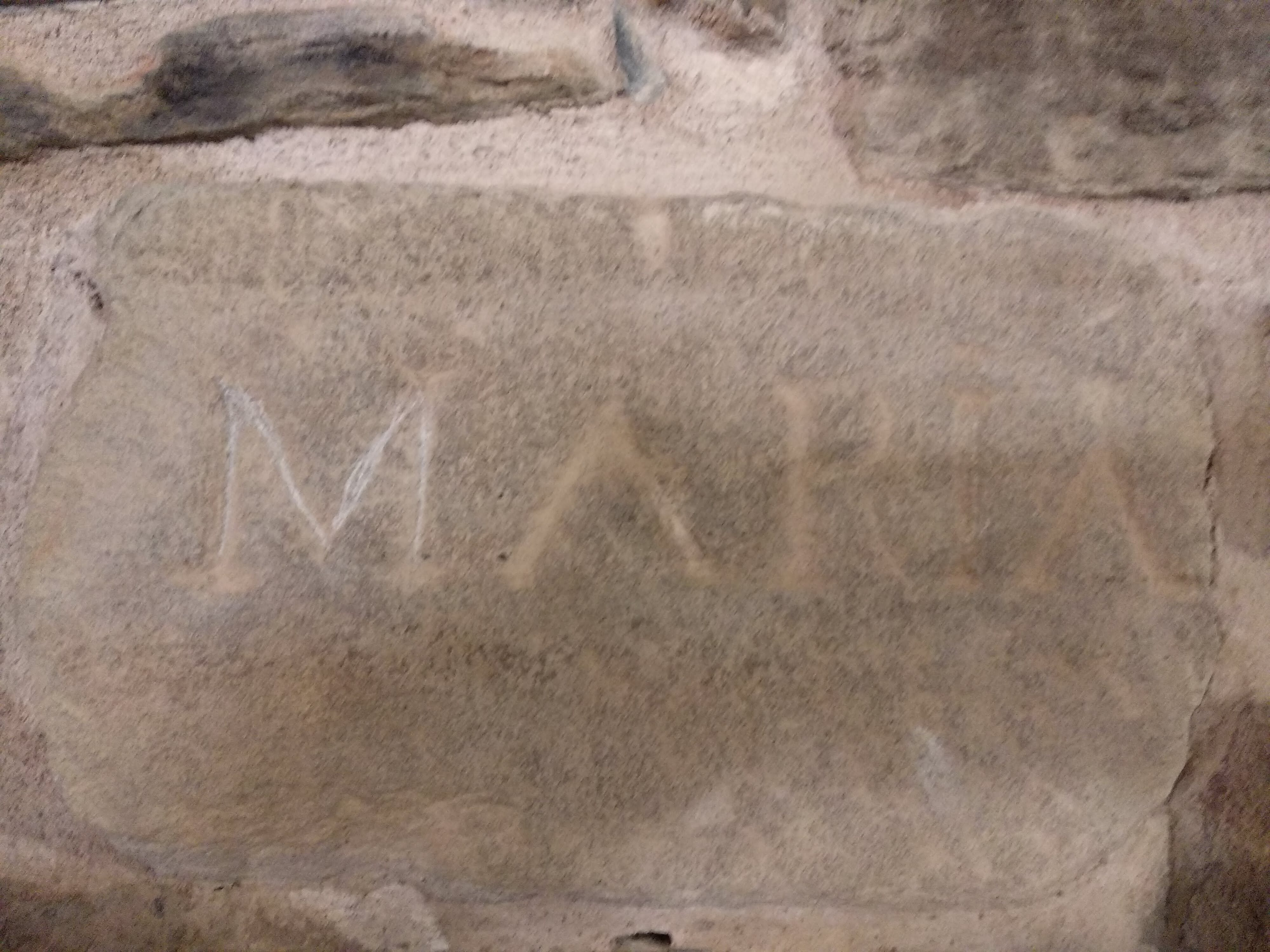
Pierre avec inscription gravée placée à l'intérieur du local des pendonistas d'Albares de la Ribera.

L'étendard de la ville jouit historiquement d'une grande renommée et d'une grande tradition, même s'il a été abandonnée pendant quelques décennies. Récemment, il a été restauré et est très populaire parmi les habitants qui effectuent de fréquentes excursions et pèlerinages.
Dans la ville, il y a de nombreux porte-drapeaux très habiles dans la danse de l'étendard qui alternent avec les rameurs pendant les pèlerinages pour ne pas s'épuiser. De même, les femmes s’occupent généralement du petit étendard.
Cette association est l'une des plus actives de la commune et ne manque jamais une occasion de faire une excursion et d'exhiber son trésor le plus précieux.
Ils ont récemment réalisé d'intenses travaux de réhabilitation de l'ancienne maison du curé, qui leur a offert un lieu merveilleux pour se retrouver, profiter de la conversation de leurs compagnons et préparer la stratégie pour le prochain pèlerinage.

### Chasseurs
Les abondantes montagnes de la commune abritent une réserve de chasse où l'on chasse habituellement un gibier de grande qualité : sangliers, lapins et perdrix. Ces derniers temps, les chasseurs ont construit et aménagé un abri dans les montagnes, où ils profitent du gibier qu'ils ont ramassé tout en discutant de la journée de chasse.
Cet abri mérite d'être mentionné pour sa particularité architecturale, avec un plan rectangulaire, un extérieur en pierre et un toit en ardoise; son intérieur rappelle une galerie de mine étayée (de nombreux chasseurs ont des liens avec l'exploitation minière), il peut accueillir une grande foule de convives et une cuisine complète.